# Säugetiere
Die Säugetiere (Mammalia) sind eine Klasse der Wirbeltiere mit rund 6600 rezent lebenden Arten. Zu ihren kennzeichnenden Merkmalen gehören das Säugen des Nachwuchses mit Milch, die in den Milchdrüsen der Weibchen produziert wird, sowie das Fell aus Haaren, das sie in Kombination mit der gleichwarmen Körpertemperatur relativ unabhängig von der Umgebungstemperatur macht. Bis auf wenige Ausnahmen (Kloakentiere) sind Säugetiere lebendgebärend. Säugetiere sind an Land am artenreichsten verbreitet, doch bevölkern sie auch Luft und Wasser. Das Verhaltensspektrum der Säugetiere ist breit und flexibel, einige Gruppen zeigen komplexe soziale Gefüge.
Die Säugetiere werden in drei Unterklassen eingeteilt: die eierlegenden Ursäuger (Protheria), die Beutelsäuger (Metatheria) und die Höheren Säugetiere oder Plazentatiere (Eutheria), zu denen auch der Mensch zählt. Diejenige Richtung der speziellen Zoologie, die sich der Erforschung der Säugetiere widmet, wird als Mammalogie bezeichnet.

## Körperbau
Säugetiere zählen zu den Landwirbeltieren (Tetrapoda) innerhalb des Taxons der Wirbeltiere (Vertebrata) und teilen somit die Merkmale dieser Gruppen, die hier nicht einzeln wiedergegeben werden.

### Grundsätzliche Merkmale

#### Haare

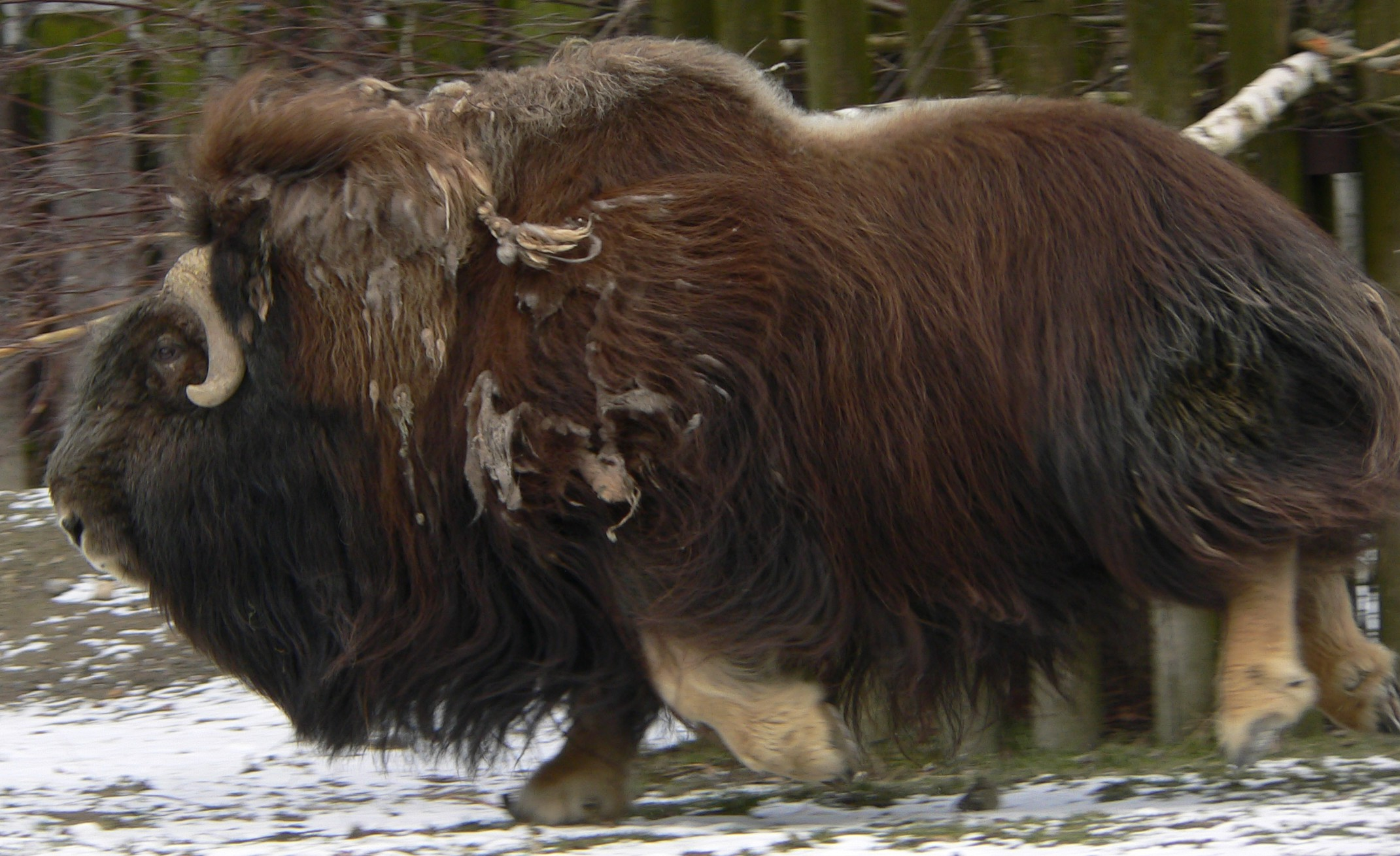
Ein Fell aus Haaren wie hier beim Moschusochsen ist Exklusivmerkmal der Säugetiere

Ein Fellkleid aus Haaren ist eines der wichtigsten Merkmale der Säugetiere. Auch wenn manche Arten (zum Beispiel die Wale) praktisch haarlos sind, haben sie sich doch aus behaarten Vorfahren entwickelt und zeigen zumindest in ihrer Embryonalentwicklung Haarwuchs. Die meisten Säugetierarten sind zeit ihres Lebens am überwiegenden Teil des Körpers behaart. Haare bestehen hauptsächlich aus dem Protein Keratin. Die Haare der Tiere können mehrere Funktionen haben:
- Das Fell dient der Wärmeregulierung, es isoliert bei Kälte und schützt manchmal auch bei heißem Wetter. Diese Isolierung ist eine wichtige Voraussetzung für die Homoiothermie (die gleichwarme Körpertemperatur).
- Eine spezielle Färbung und Anordnung der Haare dient dem Sichtschutz und der Tarnung sowohl von Beutetieren als auch von Jägern. Verschiedene Säugetierarten verändern zu diesem Zweck jahreszeitlich ihre Fellfarbe (zum Beispiel Schneehasen und Polarfüchse). Eine auffällige Fellzeichnung kann auch der Warnung gegenüber Fressfeinden dienen (zum Beispiel bei den Skunks).
- Das Haarkleid kann Unterschiede der Geschlechter markieren (Löwenmähne, Gesichts- und Brustbehaarung beim Menschen).
- Haare können der Kommunikation dienen, zum Beispiel die aufgerichteten Nackenhaare des Wolfs oder der aufgerichtete weiße Schwanz des Weißwedelhirsches als Fluchtsignal.
- Haare spielen für den Tastsinn eine Rolle. Besonders ausgeprägt ist diese Funktion bei den Tasthaaren (Vibrissen), die durch spezielle Muskeln bewegt werden können und mit Nervenfasern und Mechanorezeptoren ausgestattet sind.
- Bei einer Reihe von Säugetieren, zum Beispiel bei Stacheligeln, Stachelschweinen und Ameisenigeln, hat sich ein Teil der Haare zu Stacheln entwickelt, die zusätzlichen Schutz vor Fressfeinden gewähren.
- Haare können eine Filter- oder Reusenfunktion als Schutz von Sinnesorganen oder der Atemluft vor Fremdkörpern einnehmen wie etwa Nasenhaare, Ohrenhaare, Wimpern und Augenbrauen bei Primaten.

#### Gebiss

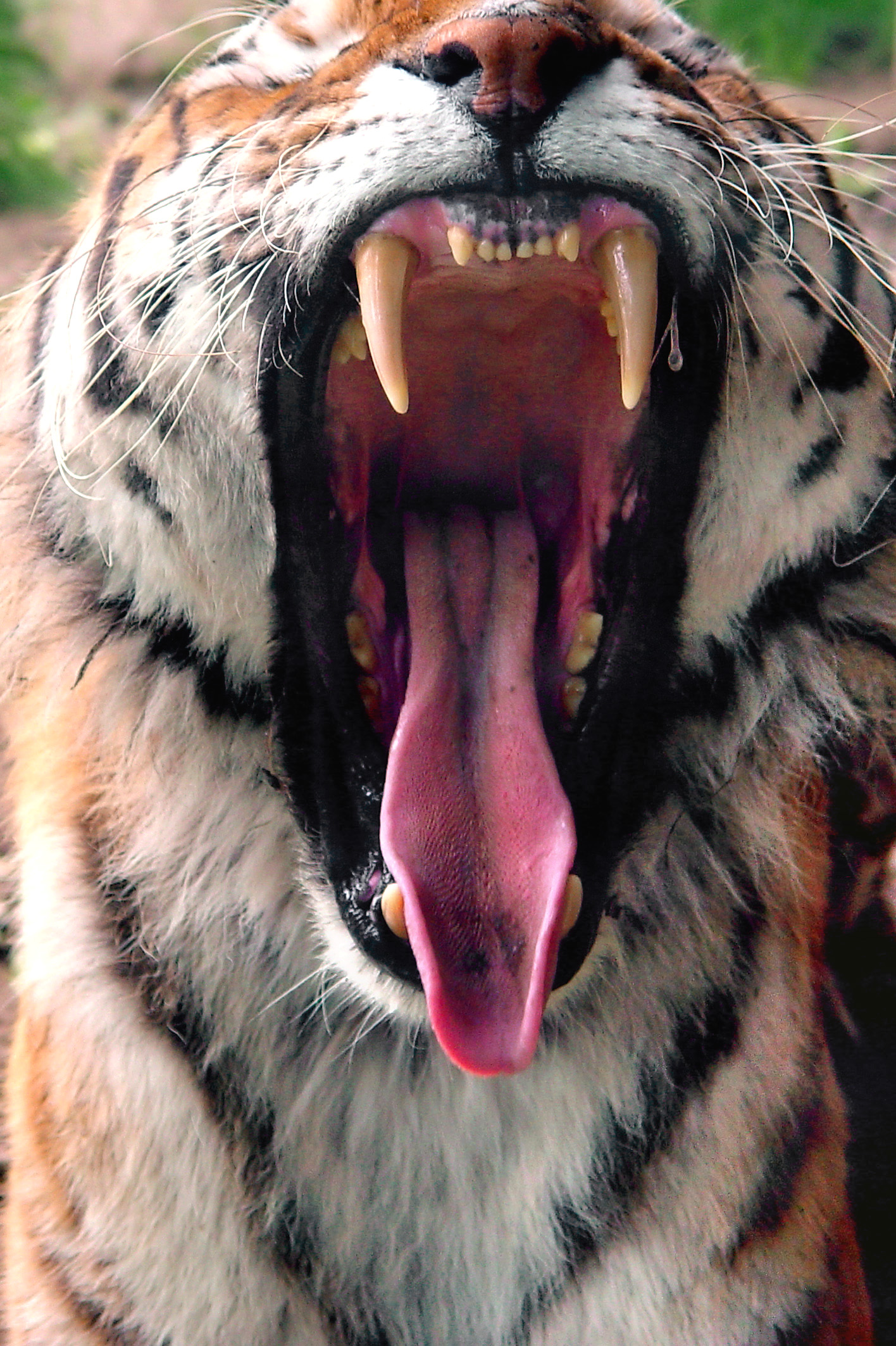
Gebiss eines Tigers

Säugetiere sind in der Regel durch ein heterodontes Gebiss mit vier verschiedenen Zahntypen charakterisiert, die Schneidezähne (Incisivi), Eckzähne (Canini), und zwei Arten von Backenzähnen (Prämolaren und Molaren). Die Zahl der einzelnen Zahntypen wird mit der Zahnformel wiedergegeben. Ein heterodontes Gebiss ist ein wichtiges Unterscheidungsmerkmal von den homodonten (gleichförmigen) Gebissen der Reptilien und vor allem bei der Einordnung von Fossilien von Bedeutung. Bei den meisten Säugetieren gibt es einen einmaligen Zahnwechsel (Diphyodontie). Zunächst werden Milchzähne angelegt (lacteale Dentition), die später durch die „zweiten“ oder bleibenden Zähne (permanente Dentition) ersetzt werden. Lediglich die Molaren werden nicht ersetzt, sondern kommen erst mit den bleibenden Zähnen.
Eine Reihe von Säugetiergruppen besitzt wurzellose Zähne, die zeitlebens weiterwachsen und durch Abrieb abgenutzt werden. Dazu zählen beispielsweise die Nagezähne der Nagetiere oder die Stoßzähne der Elefanten, des Narwals, des Walrosses und anderer Arten.
- Die Ursäuger (Protheria) besitzen im Erwachsenenalter keine Zähne, lediglich die Schlüpflinge haben einen den Vögeln vergleichbaren Eizahn, mit dem sie die Eischale durchbohren.
- Das Gebiss der Beutelsäuger (Metatheria) unterscheidet sich in einigen Aspekten von dem der Höheren Säugetiere: so haben alle Taxa mit Ausnahme der Wombats eine unterschiedliche Anzahl von Schneidezähnen im Ober- und Unterkiefer. Die frühen Beutelsäuger wiesen eine Zahnformel von 5/4-1/1-3/3-4/4, insgesamt also 50 Zähne auf. Noch heute haben diese Tiere in vielen Fällen 40 bis 50 Zähne, also deutlich mehr als vergleichbare Plazentatiere.
- Die frühen Höheren Säugetiere (Eutheria) besaßen eine Zahnformel von 3/3-1/1-4/4-3/3, insgesamt also 44 Zähne. Diese ursprüngliche Zahnformel findet sich noch bei manchen Arten, zum Beispiel dem Wildschwein. In den meisten Fällen ist es durch eine spezialisierte Ernährung zu einer Reduktion der Anzahl der Zähne gekommen. Einige wenige Taxa, zum Beispiel die Ameisenbären oder die Schuppentiere, sind gänzlich zahnlos geworden. Der umgekehrte Fall, eine evolutionsbedingte Erhöhung der Anzahl der Zähne, ist nur in wenigen Fällen eingetreten: Das Riesengürteltier (Priodontes maximus) hat bis zu 100 stiftartige Zähne in der röhrenförmigen Schnauze, die höchste Zahl aller Landsäugetiere. Einen Sonderfall stellen die Zahnwale dar, deren Zähne wieder gleichförmig (homodont) geworden sind. Die Anzahl kann bei manchen Delfinarten bei 260 Zähnen liegen.

#### Gehörknöchelchen und Kiefergelenk

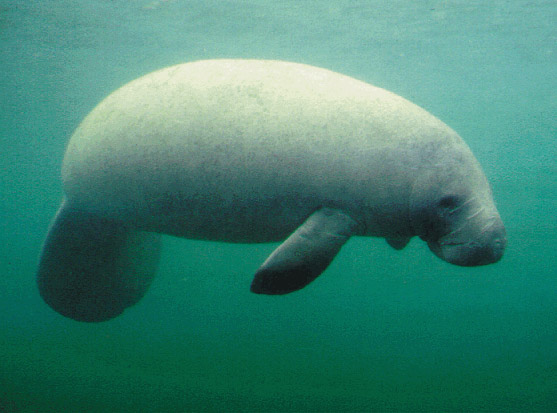
Seekühe sind neben den Walen die am besten an eine aquatische Lebensweise angepassten Säugetiere

Ein Exklusivmerkmal der Säugetiere sind die drei Gehörknöchelchen Hammer (Malleus), Amboss (Incus) und Steigbügel (Stapes). Diese befinden sich im Mittelohr; sie nehmen die Schwingungen des Trommelfells auf und leiten sie an das ovale Fenster des Innenohres weiter.
Stammesgeschichtlich können die Gehörknöchelchen von Bestandteilen ursprünglicher Kiemen- bzw. Kieferbögen abgeleitet werden: Der Steigbügel vom Hyomandibulare, welches bei den Fischen Bestandteil des Suspensoriums und bei anderen Landwirbeltieren als Columella ausgebildet ist, Amboss und Hammer vom Quadratum sowie von einem Teil des durch Knochen ersetzten Meckelschen Knorpels, dem Articulare. Das Trommelfell wird von einem fast ringförmigen Knochen, dem Tympanicum, umschlossen.
Bei den anderen Wirbeltieren bilden Quadratum und Articulare das primäre Kiefergelenk, welches bei den Säugetieren während der fetalen Entwicklung durch ein an anderer Stelle entstehendes, sekundäres Kiefergelenk ersetzt wird. Dieses wird von den Deckknochen Dentale und Squamosum gebildet. Der Übergang vom primären zum sekundären Kiefergelenk wurde funktionell möglich, als die Gelenkachsen beider infolge der Größenzunahme des Gehirns bzw. Hirnschädels bei den Cynodontia in eine Linie zusammenfielen.

#### Weitere Merkmale

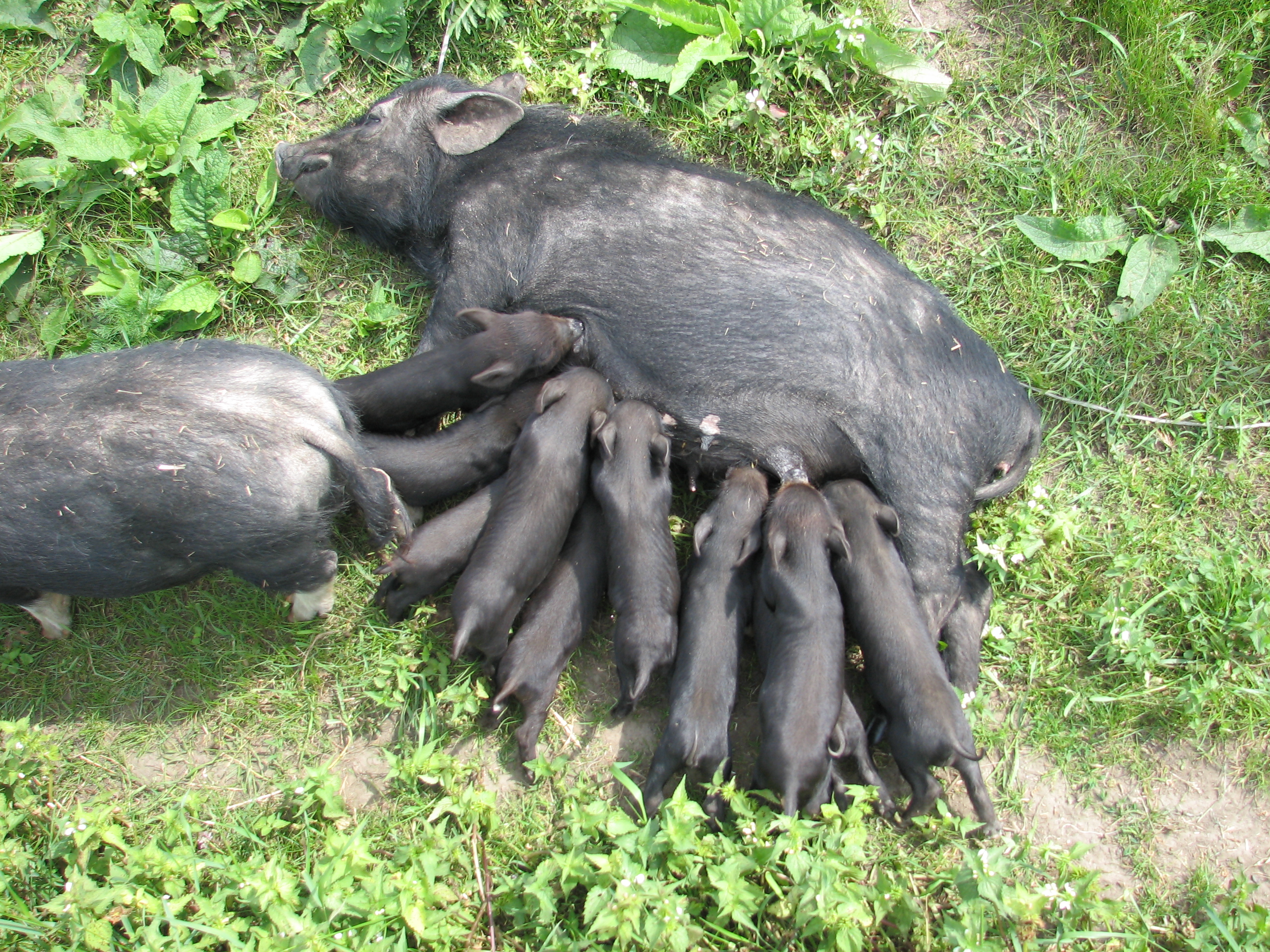
Der namengebende Prozess

- Ein weiteres Exklusivmerkmal der Säugetiere ist das Säugen der Jungtiere mit Milch, Näheres siehe im Abschnitt Fortpflanzung.
- Säugetiere besitzen als einzige Tiergruppe ein Zwerchfell, einen flächigen Muskel, der Brust- und Bauchhöhle voneinander trennt.
- Die Säugetiere haben einen sekundären Gaumen mit weit hinten liegender innerer Nasenöffnung (Choane) entwickelt. Er erlaubt das Atmen beim bisweilen ausgiebigen Kauen der Nahrung sowie bei den Jungtieren während des Säugens, ermöglicht durch die zeitweise vollständige Trennung von Nasen- und Mundhöhle das Säugen überhaupt erst physikalisch. Ein Kehldeckel (Epiglottis) verschließt beim Schlucken den Kehlkopf, um das Eindringen von Nahrung in die Luftröhre zu verhindern. Außer bei den Kloakentieren wird der Kehlkopf zum größten Teil vom Schildknorpel (Cartilago thyreoidea) gebildet.
- Das Gehirn ist vergleichsweise gut entwickelt, der Neocortex ist ein Exklusivmerkmal dieses Taxons.
- Der Schädel ist ein modifizierter synapsider Schädel. Das heißt, bei den Vorfahren der Säuger war ein einzelnes Schädelfenster im Schläfenbereich vorhanden, das bei den Säugetieren verschlossen und nur noch anhand des Vorhandenseins des Jochbogens erkennbar ist.
- Die Roten Blutkörperchen der Säugetiere haben keinen Zellkern und keine sonstigen Organellen.
- Säugetiere haben, zusammen mit den Vögeln, einen doppelten Blutkreislauf: einen Lungen- und einen Körperkreislauf. Das Herz ist in vier Kammern – zwei Vorhöfe und zwei Hauptkammern – unterteilt. Die beiden Herzhälften, eine linke mit sauerstoffreichem und eine rechte mit sauerstoffarmem Blut, sind durch eine vollständige Scheidewand getrennt – außer beim Fötus (Foramen ovale).
- Neben den Vögeln sind die Säugetiere die einzige Tiergruppe, in deren Nieren sich Henle’sche Schleifen (Ansae nephricae) befinden, wodurch sie zur Rückresorption von Wasser aus dem Primärharn fähig sind.

### Vielfalt im Körperbau

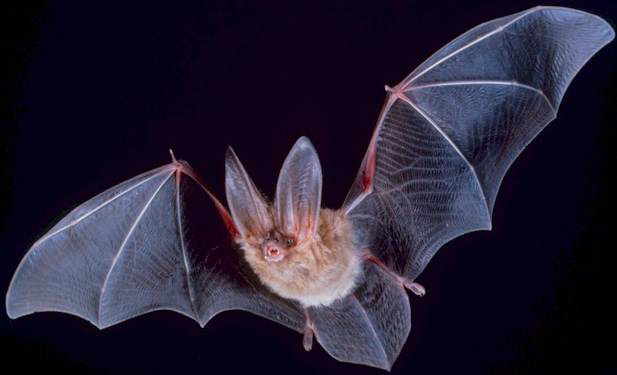
Fledertiere können als einzige Säugetiere aktiv fliegen

Im Zuge ihrer Entwicklungsgeschichte haben die Säugetiere nahezu alle Lebensräume besiedelt und sich dabei in eine Vielzahl von Formen aufgeteilt. Eine Reihe von Arten hat sich an eine aquatische (wasserlebende) Lebensweise angepasst; am spezialisiertesten sind die Wale, deren Körperbau Ähnlichkeiten mit den Fischen aufweist. Die Vordergliedmaßen sind zu Flossen (Flipper) umgestaltet, die Hintergliedmaßen sind rückgebildet und der Schwanz ist zu einer Fluke umgebildet. Bei anderen Taxa wie Robben und Seekühen ist die Anpassung an das Wasser weniger weit fortgeschritten. Die Fledertiere sind neben den Vögeln und den ausgestorbenen Flugsauriern die einzigen Wirbeltiere, die zum aktiven Fliegen fähig sind. Sie weisen stark verlängerte Finger auf, die die Flughaut aufspannen. Daneben hat eine Reihe von Säugetiertaxa unabhängig voneinander Gleitmembranen entwickelt, die ihnen einen passiven Gleitflug ermöglichen: dazu zählen die Riesengleiter, die Gleit- und Dornschwanzhörnchen aus der Gruppe der Nagetiere sowie drei Familien gleitender Beuteltiere (die Gleit-, Ring- und Zwerggleitbeutler). Verschiedenste Säugetiere sind an eine unterirdisch-grabende Lebensweise angepasst. Diese haben einen walzenförmigen Körperbau mit kurzen, oft zu Grabwerkzeugen erweiterten Gliedmaßen entwickelt. Zahlreiche Arten führen eine arboreale (baumbewohnende) Lebensweise – diese sind oft durch greiffähige Pfoten mit opponierbarem Daumen und Greifschwanz charakterisiert. Bewohner von Grasländern und anderen offenen Habitaten weisen oft eine Reduktion der Zehenanzahl und die Herausbildung von verhornten Zehen oder Hufen auf, andere haben stark vergrößerte Hinterbeine und eine springende Fortbewegung entwickelt. Viele Arten, vorwiegend kleinere, versteckt lebende, weisen hingegen einen gedrungenen Körperbau mit kurzen Gliedmaßen auf – darunter zahlreiche Nagetiere und Insektenfresser.
Auch bei der Größe gibt es beträchtliche Unterschiede: Als kleinste Säugetiere gelten die Schweinsnasenfledermaus und die Etruskerspitzmaus, die jeweils nur 2 Gramm Körpergewicht erreichen. Der Blauwal hingegen gilt als das größte Tier, das jemals auf der Erde lebte, und erreicht in Ausnahmefällen bis zu 150 Tonnen Gewicht, was das 75-Millionen-fache der kleinsten Säuger darstellt.

## Verbreitung und Lebensräume

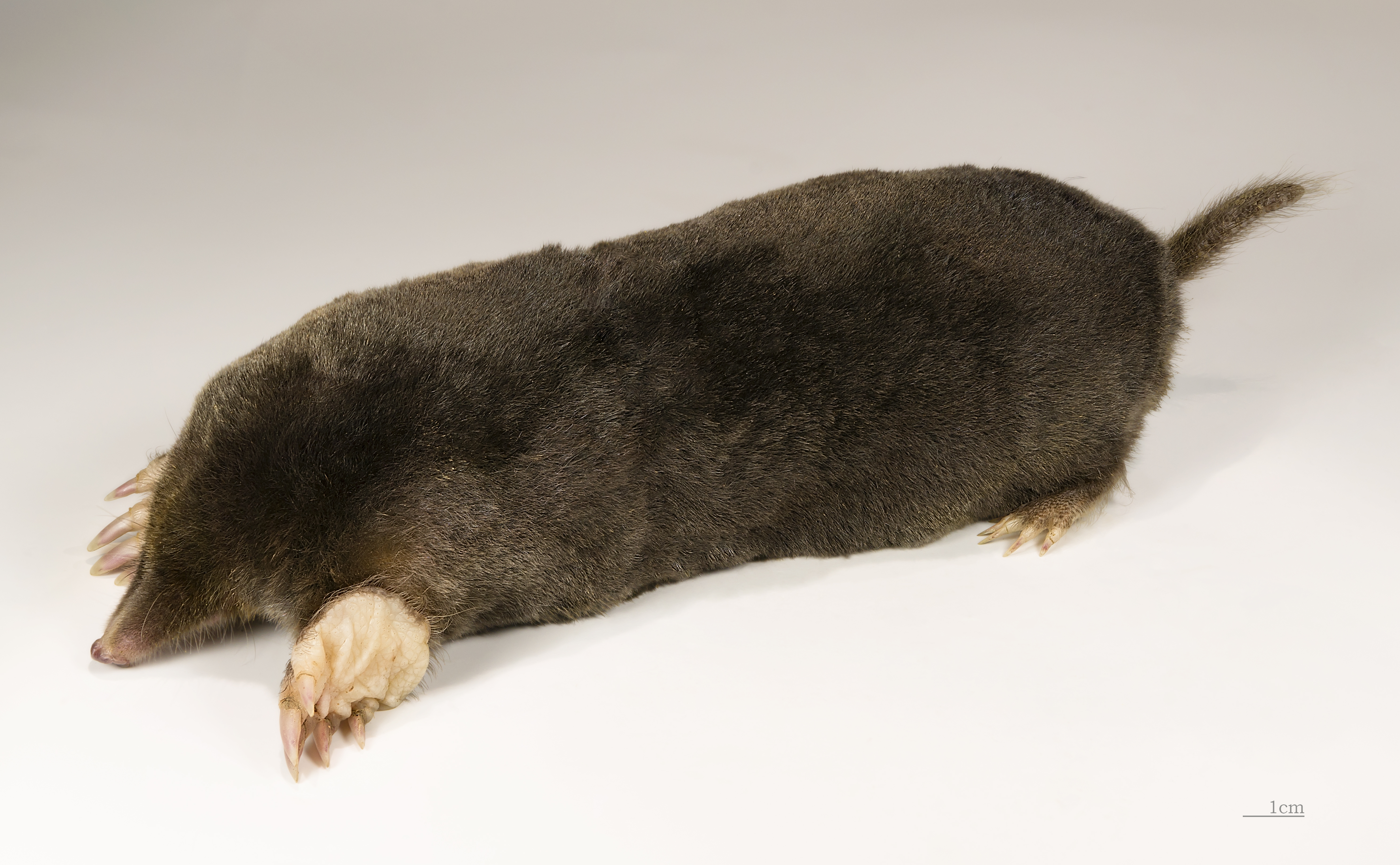
Maulwürfe haben sich vorwiegend an eine Lebensweise unter der Erdoberfläche angepasst

Säugetiere sind weltweit verbreitet, sie finden sich auf allen Kontinenten, in allen Ozeanen sowie auf den meisten Inseln. Ursäuger sind auf Australien und Neuguinea beschränkt, Beutelsäuger leben einerseits auf dem australischen Kontinent und Südostasien östlich der Wallace-Linie und andererseits in Nord-, Mittel- und Südamerika. Höhere Säugetiere haben eine weltweite Verbreitung, waren aber bis zur Ankunft des Menschen in Australien nur durch relativ wenige Arten vertreten, namentlich Fledertiere und Echte Mäuse. Auf abgelegenen Inseln gab es bis zur Ankunft des Menschen nur eine eingeschränkte Säugetierfauna; so waren auf vielen Inseln, darunter Neuseeland, Fledertiere die einzigen Säuger.
Säugetiere haben nahezu alle Regionen der Erde besiedelt und kommen in den meisten Lebensräumen vor. Man findet sie in Wüsten und Wäldern, im Hochgebirge und auch in den Polarregionen. Zu den wenigen Regionen, in denen sich (zumindest bis auf zeitweilige Aufenthalte des Menschen) keine Säuger finden, zählt das Innere des antarktischen Kontinents. Mehrere Gruppen von Säugetieren, die Meeressäugetiere, haben sich dem Leben im Meer angepasst; in der Tiefsee finden sich allerdings nur wenige spezialisierte Walarten.

## Lebensweise

### Lebensweisen
So unterschiedlich die Säugetiere in Bezug auf ihren Körperbau und ihre Lebensräume sind, so unterschiedlich sind auch ihre Lebensweisen. Es finden sich tag-, dämmerungs- und nachtaktive sowie kathemerale (sowohl am Tag als auch in der Nacht aktive) Arten. Auch im Sozialverhalten gibt es beträchtliche Unterschiede: neben strikt einzelgängerischen Arten gibt es andere, die in Gruppen von bis zu Tausenden von Tieren zusammenleben. Manche Arten haben komplexe Verhaltensmuster entwickelt, sie etablieren eine strenge Rangordnung innerhalb der Gruppe und kommunizieren untereinander mittels Lauten, Gesten oder Körperhaltungen. Obwohl es die Ausnahme ist, so gibt es auch Säugetiere, die Gifte zur Verteidigung oder zur Jagd einsetzen (siehe: Giftige Säugetiere).
Einige Säugetiere vermeiden klimatisch extreme Zeiten und den damit verbundenen Nahrungsmangel, indem sie in einen Winterschlaf oder einen Torpor (Starrezustand) verfallen, etwa in kalten oder trockenen Jahreszeiten. Dabei fällt die Körpertemperatur nahezu auf die Umgebungstemperatur ab, Atmung und Herzschlag verlangsamen sich und der Stoffwechsel wird reduziert.

### Sinneswahrnehmung
Der Geruchssinn spielt eine bedeutende Rolle in der Lebensweise der Säugetiere, unter anderem bei der Nahrungssuche und bei der Fortpflanzung, wo Pheromone die Paarungsbereitschaft signalisieren. Auch für das Territorialverhalten ist der Geruch bedeutend, etliche Arten markieren ihr Territorium mittels Urin, Kot oder spezieller Drüsensekrete.

Echoortung bei Delfinen

Im Allgemeinen ist bei Säugetieren das Gehör gut entwickelt. Eine Sonderform ist die Echoortung, bei der anhand des zurückkehrenden Echos ausgesandter Schallwellen die eigene Position bestimmt oder Beute lokalisiert werden kann. Bei zwei Taxa, den Zahnwalen und den Fledermäusen, ist die Echolokation besonders ausgeprägt, sie findet sich aber auch bei anderen Gruppen.
Auch der Tastsinn dient der Wahrnehmung der Umwelt. Viele Arten haben zu diesem Zweck spezielle Tasthaare (Vibrissae) entwickelt, die außerordentlich empfindlich sind und durch Muskelbewegungen gesteuert werden können. Auch die Haut selbst ist ein Sinnesorgan, bestimmte Körperteile sind besonders reich an Mechanorezeptoren, zum Beispiel die Fingerspitzen der Primaten oder die Nasen- beziehungsweise Rüsselregion vieler Arten. Der bestentwickelte Tastsinn aller Säuger wird im Allgemeinen dem Sternmull zugesprochen. Erwähnt seien in diesem Zusammenhang noch die feinen Elektrorezeptoren im Schnabel der Kloakentiere, die auf die Muskelbewegung der Beutetiere reagieren. Auch in der sozialen Interaktion ist der Tastsinn oft bedeutend, zum Beispiel bei der von vielen Tieren praktizierten gegenseitigen Fellpflege („Grooming“).

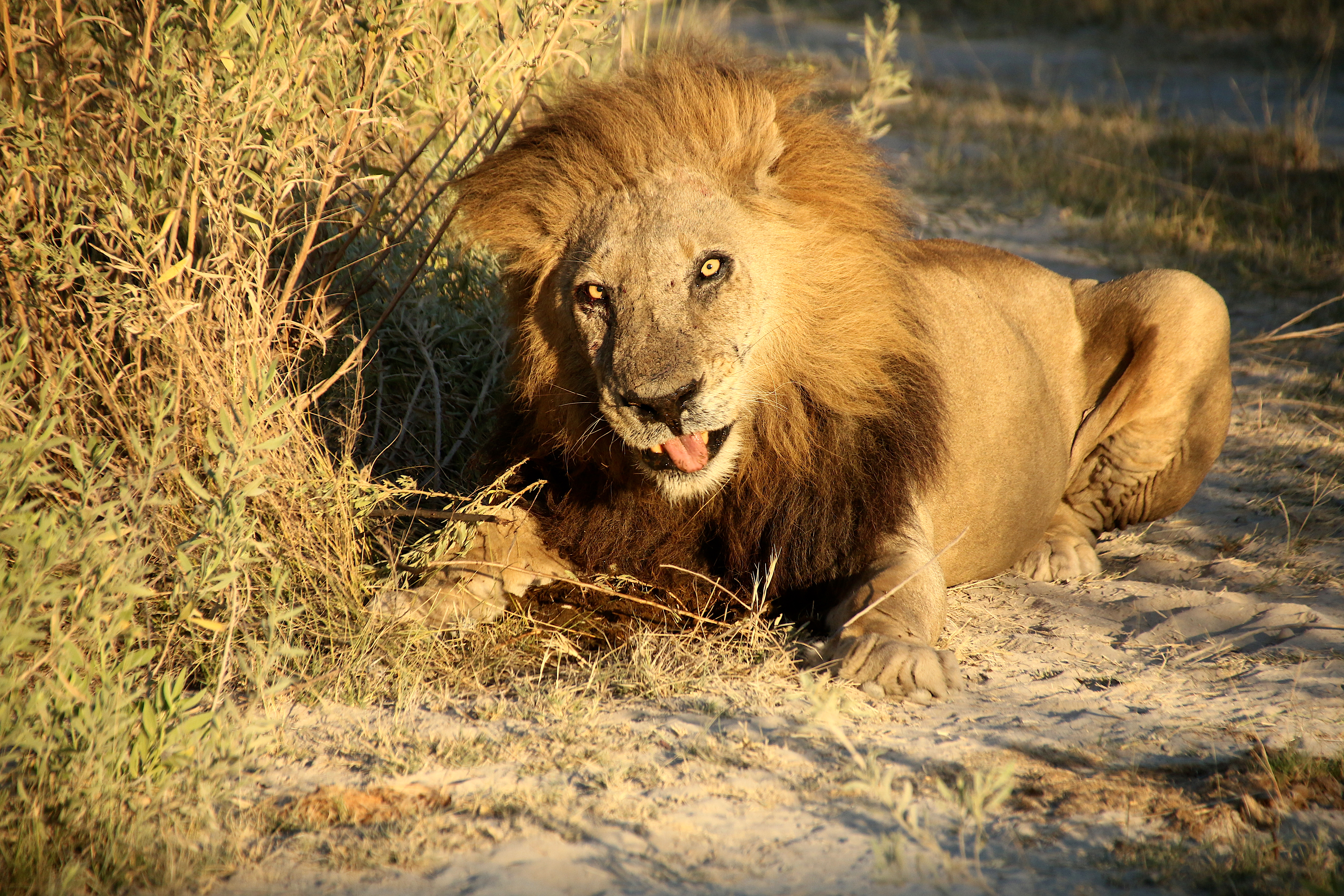
Nach vorne gerichtete Augen eines Löwen

Die Bedeutung des Gesichtssinnes ist stark unterschiedlich. Oft spielt er jedoch nur eine untergeordnete Rolle, insbesondere bei unterirdisch lebenden Tieren, deren Augen oft rückgebildet sind. Große Augen und ein relativ gutes Sehvermögen haben dagegen beispielsweise die Katzen und die Primaten. Auch die Position der Augen ist ausschlaggebend: während Räuber meist nach vorne gerichtete Augen haben, die ein räumliches Sehen und somit eine genauere Entfernungsabschätzung ermöglichen, sind die Augen von Beutetieren oft seitlich angebracht, was einem nahezu vollständigen Rundumblick und der frühestmöglichen Erkennung von Gefahren dient.

### Ernährung

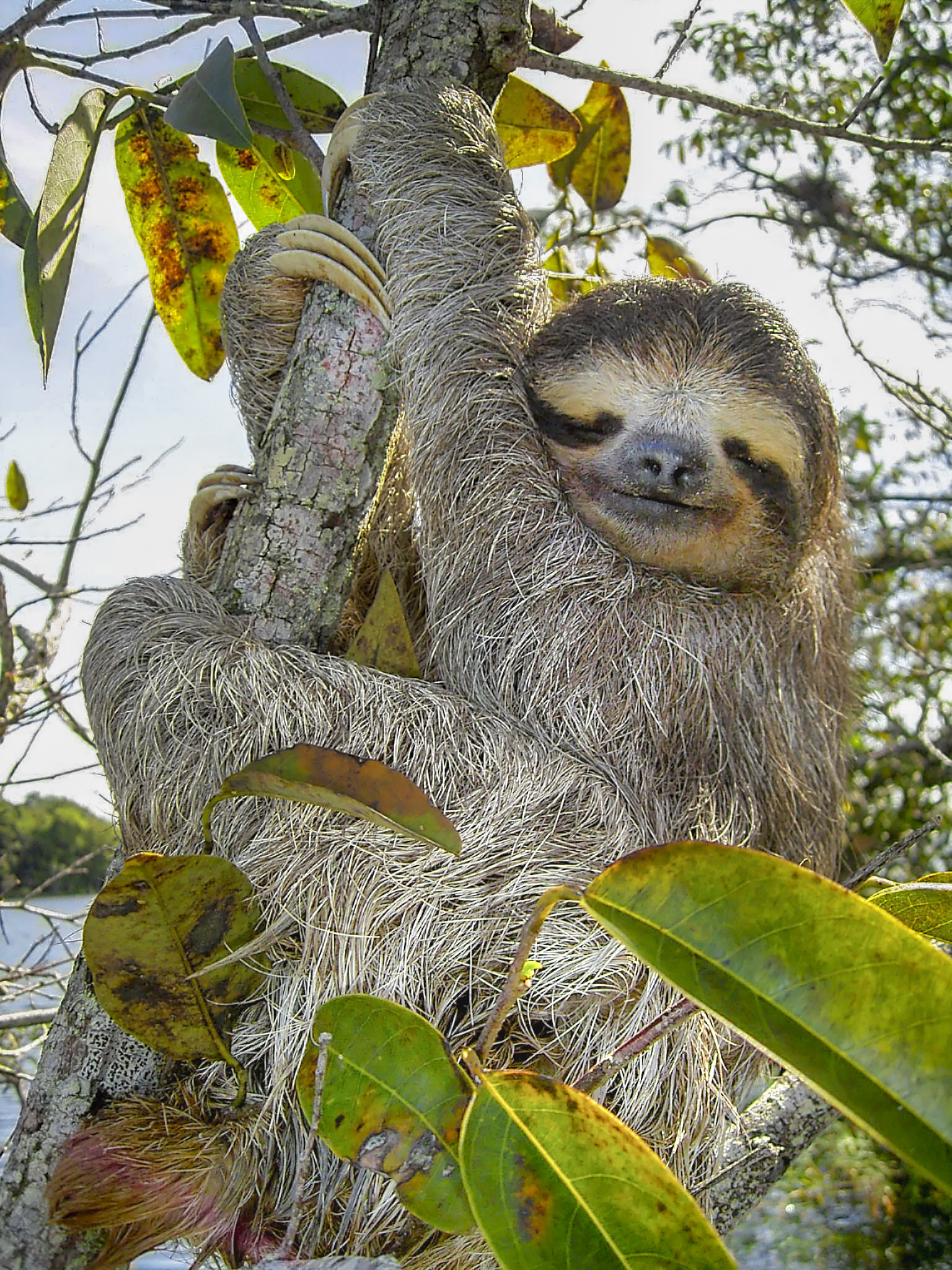
Faultiere gehören zu den folivoren (blätterfressenden) Arten

Eine Gemeinsamkeit aller Säugetiere ist der verglichen mit anderen Tieren gleicher Größe hohe Energie- und demzufolge Nahrungsbedarf, der eine Folge der gleichbleibenden Körpertemperatur ist. Einige Arten verzehren täglich nahezu Nahrung im Ausmaß ihres eigenen Körpergewichtes. Bei der Art der Nahrung gibt es eine gewaltige Bandbreite, es finden sich Pflanzenfresser (Herbivoren), Fleischfresser (Carnivoren) und ausgeprägte Allesfresser (Omnivoren). Die Anzahl und der Bau der Zähne sowie die Ausgestaltung des Verdauungstraktes spiegeln die Ernährungsweise wider. Fleischfresser haben einen kurzen Darm, um die rasch entstehenden Fäulnisgifte ihrer Nahrung zu vermeiden. Pflanzenfresser, deren Nahrung im Allgemeinen schwerer verdaulich ist, haben eine Reihe von Strategien entwickelt, um die Inhaltsstoffe bestmöglich verwerten zu können. Dazu gehören unter anderem ein längerer Darm, ein mehrkammeriger Magen (zum Beispiel bei Wiederkäuern oder Kängurus) oder die Caecotrophie, das nochmalige Verzehren des Kotes bei Nagetieren und Hasen. Rein blätterfressende (folivore) Arten (zum Beispiel Koalas oder Faultiere) nutzen ihre nährstoffarme Nahrung bestmöglich aus, indem sie ausgesprochen lange Ruhephasen einlegen.

### Lernverhalten
Eine Form des Lernverhaltens ist die Prägung, bei Säugetieren ist die olfaktorische Prägung, das heißt die Sensibilisierung für verschiedene Gerüche, häufiger als bei anderen Wirbeltiergruppen. Oft dient die Prägung zur Erkennung von Verwandten, etwa der Mutter oder den Geschwistern. Mit prägungsähnlichen Erfahrungen kann auch die Nahrungspräferenz bestimmt werden. Gelernte Aktionen können auch tradiert, das heißt weitergegeben werden. Voraussetzung dafür ist das Leben in Gruppen mit Sozialstrukturen. Die meisten Säugetiere zeigen in der Jugendphase Spielverhalten, manche sogar bis ins hohe Alter. Häufig kommt es zu Sozialspielen mit Spielpartnern, in denen beispielsweise von fleischfressenden Tieren das Anschleichen an die Beute oder bei Huftieren die Flucht eingeübt wird. Oft erfolgen anschließend Rollenwechsel von Angreifern und Verteidigern. Auch Objektspiele kommen vor, indem Gegenstände berührt oder in Bewegung versetzt werden.

## Fortpflanzung

### Paarungsverhalten

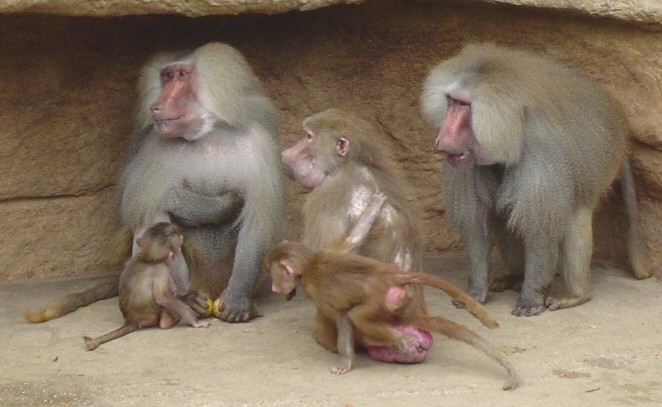
Paviane sind ein Beispiel für das komplexe Paarungsverhalten vieler Säugetiere

Die meisten Säugetierarten sind entweder polygyn (ein Männchen paart sich mit mehreren Weibchen) oder promiskuitiv (Männchen und Weibchen paaren sich mit mehreren Partnern). Da das Tragen und das Säugen für die Weibchen zeit- und energieintensiv sind, könnten die Männchen mehr Jungtiere zeugen als die Weibchen gebären können. Daraus ergibt sich in vielen Fällen ein polygynes Verhalten, bei dem sich relativ wenige Männchen mit vielen Weibchen fortpflanzen und sich vielen Männchen keine Paarungsmöglichkeit bietet. Eine Folge davon sind oft heftige Rivalenkämpfe zwischen den Männchen um das Paarungsvorrecht und in manchen Fällen eine Wahlmöglichkeit seitens des Weibchens. Daraus resultieren bei vielen Säugetieren komplexe Verhaltensweisen oder anatomische Merkmale in Hinblick auf die Fortpflanzung. Viele Arten sind durch einen Geschlechtsdimorphismus (Männchen sind oft deutlich größer und schwerer als Weibchen) charakterisiert, auch als eine Folge des Selektionsdruckes der Männchen im Hinblick auf eine Verbesserung der Paarungschance.
Schätzungen zufolge leben drei Prozent aller Säugetierarten in monogamen Beziehungen, in welchen sich ein Männchen während der Paarungszeit nur mit einem einzigen Weibchen fortpflanzt. In diesen Fällen beteiligt sich das Männchen meistens zumindest teilweise an der Jungenaufzucht. Manchmal hängt das Paarungsverhalten auch von den Umweltbedingungen ab: bei knappen Ressourcen paart sich das Männchen nur mit einem Weibchen und hilft bei der Aufzucht mit, bei Nahrungsreichtum kann das Weibchen das Jungtier allein großziehen und die Männchen paaren sich mit mehreren Partnerinnen.
Die Polyandrie (ein Weibchen paart sich mit mehreren Männchen) findet sich nur selten im Säugetierreich, zum Beispiel bei manchen Krallenaffen. Bei diesen Tieren kümmert sich hauptsächlich das Männchen um den Nachwuchs.

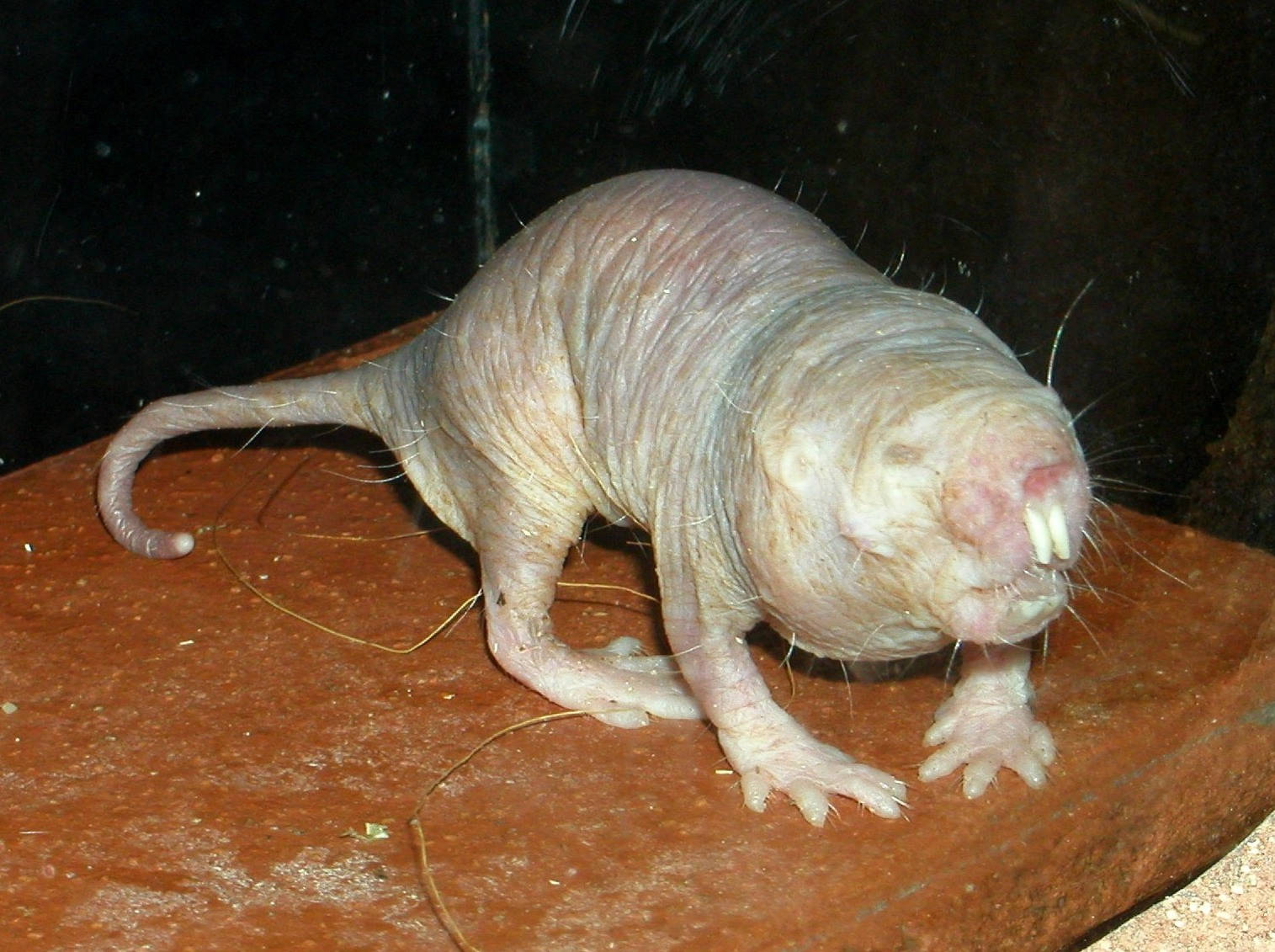
Nacktmulle weisen eine eusoziale Lebensweise auf

Erwähnt seien noch manche Arten der Sandgräber, einer in Afrika lebenden Nagetiergruppe, wie der Nackt- oder der Graumull. Diese pflegen eine eusoziale Lebensweise: Ähnlich wie bei manchen Insekten ist in einer Kolonie ein einziges Weibchen, die „Königin“, fruchtbar und paart sich mit mehreren Männchen, während die übrigen Tiere als unfruchtbare Arbeiter die notwendigen Tätigkeiten zur Versorgung der Gruppe verrichten.

### Gebärweisen
Die Gebärweise unterscheidet sich bei den drei Unterklassen der Säugetiere am augenfälligsten.

#### Kloakentiere
Merkmal der Kloakentiere ist eine gemeinsame Körperöffnung für die Ausscheidungs- und Fortpflanzungsorgane, die Kloake. Der Penis der Männchen ist ausschließlich samenführend und an der Spitze gespalten. Die Ursäuger unterscheiden sich von allen anderen Säugetieren darin, dass sie nicht lebendgebärend sind, sondern Eier legen. Diese sind klein (rund 10 bis 15 Millimeter Durchmesser) und ähneln mit ihrer ledrigen Schale und dem großen Dotter mehr Reptilien- als Vogeleiern. Die ein bis drei Eier werden vom Weibchen rund zehn Tage lang bebrütet. Neugeschlüpfte Ursäuger sind nackt und klein und sind in ihrem embryoartigen Zustand mit neugeborenen Beuteltieren vergleichbar. Ein Beispiel für Ursäuger ist das Schnabeltier (Ornithorhynchus anatinus), das an der Ostküste Australiens beheimatet ist.

#### Beutelsäuger

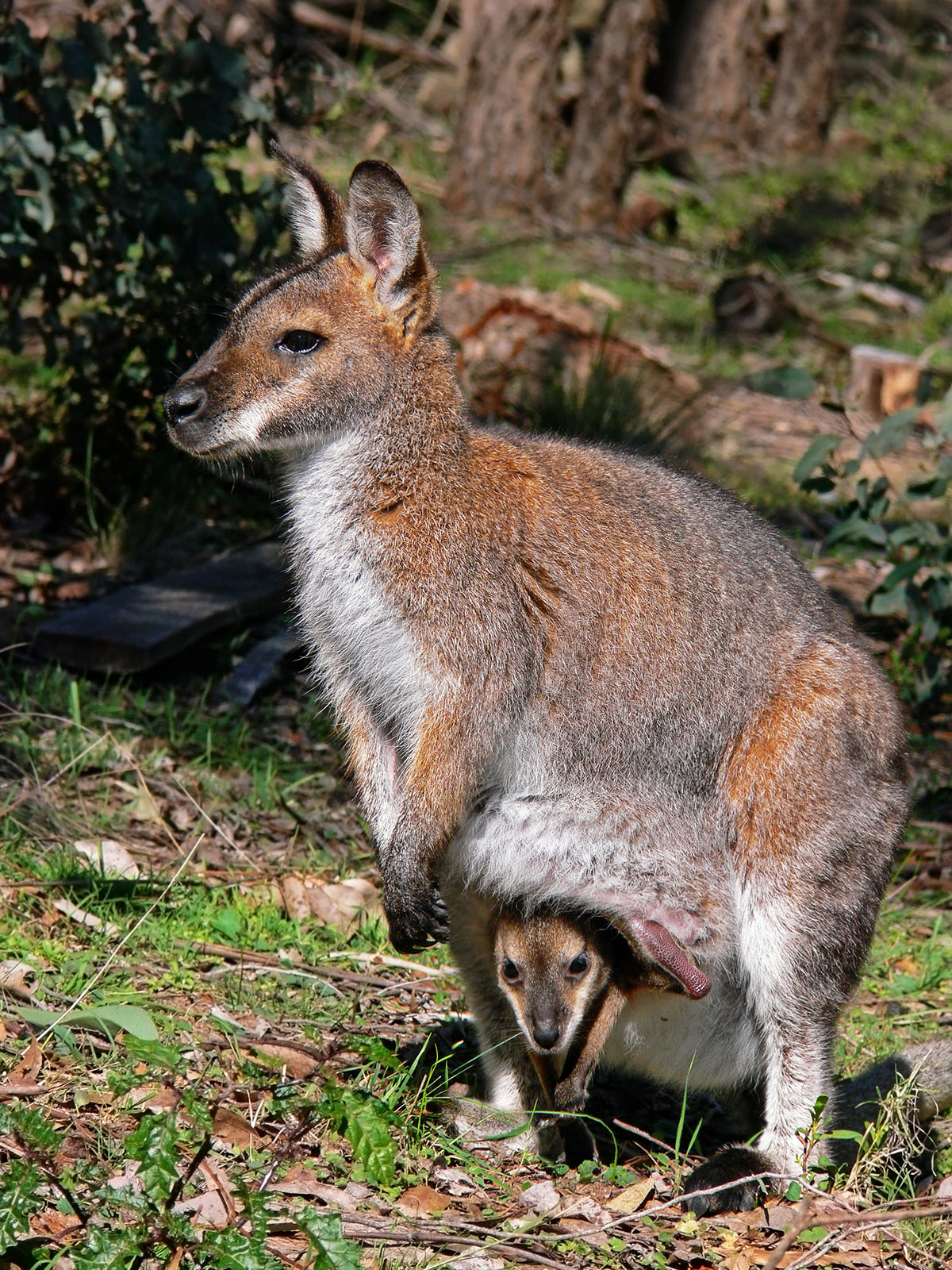
Weibliches Känguru mit Jungtier im Beutel

Die Beutelsäuger unterscheiden sich im Bau der Fortpflanzungsorgane deutlich von Höheren Säugetieren. Bei ihnen ist der Fortpflanzungstrakt verdoppelt, Weibchen haben zwei Uteri und zwei Vaginae, auch die Männchen besitzen einen gespaltenen oder doppelten Penis mit davorliegendem Scrotum. Die Tragzeit ist kurz (12 bis 43 Tage), Rekordhalter ist die Schmalfußbeutelmaus Sminthopsis macroura mit nur 10,5 bis 11 Tagen. Die meisten Arten entwickeln keine Plazenta, allerdings ist bei manchen Beutelsäugern (zum Beispiel Koalas oder Nasenbeutlern) ein primitiver Mutterkuchen vorhanden. Die Neugeborenen kommen durch einen zwischen den Vaginae liegenden Geburtskanal zur Welt, der bei vielen Arten eigens für die Geburt angelegt wird. Neugeborene Beutelsäuger sind klein und im Vergleich zu den Höheren Säugetieren unterentwickelt. Das Gewicht des Wurfes beträgt stets weniger als 1 % des Gewichts der Mutter, die Babys der Rüsselbeutler wiegen gar nur fünf Milligramm und sind somit die kleinsten neugeborenen Säugetiere überhaupt. Neugeborene Beutelsäuger haben erst rudimentär entwickelte Organe, lediglich die Vordergliedmaßen sind gut entwickelt, da der Nachwuchs aus eigener Kraft zu den Zitzen der Mutter krabbeln muss.
Viele, aber bei weitem nicht alle Beutelsäuger besitzen einen Beutel, in welchem sich die Zitzen befinden. Die Weibchen mancher Arten haben einen permanenten Beutel, bei anderen wird er erst während der Tragzeit ausgebildet, wieder bei anderen hängen die Jungtiere frei an der Zitze der Mutter, lediglich durch ihr Fell oder Hautfalten verborgen. Neugeborene hängen sich mit dem Mund an die Zitze und bleiben die ersten Lebenswochen fix damit verbunden. Die Säugezeit dauert im Vergleich zu den Höheren Säugetieren länger.
Früher wurde die Gebärweise der Beutelsäuger als eine primitive, im Vergleich zu den Höheren Säugetieren unterentwickelte Methode betrachtet. Auch die Verdrängung mancher Beuteltiere durch eingeschleppte Plazentatiere hat zu diesem Vorurteil beigetragen. Abgesehen davon, dass dieses „Fortschrittsvorurteil“ hin zur Entwicklung des Menschen in der modernen Systematik weitgehend abgelöst wurde und etliche Beuteltierarten ihr Verbreitungsgebiet sehr erfolgreich ausgedehnt haben, bietet die Fortpflanzungsmethode der Beutelsäuger auch Vorteile: zum einen ist die für die Mutter anstrengende Tragzeit verkürzt, zum anderen kann weit schneller als bei Plazentatieren erneut ein Jungtier zur Welt gebracht werden, sollte das früher geborene sterben.

#### Höhere Säugetiere

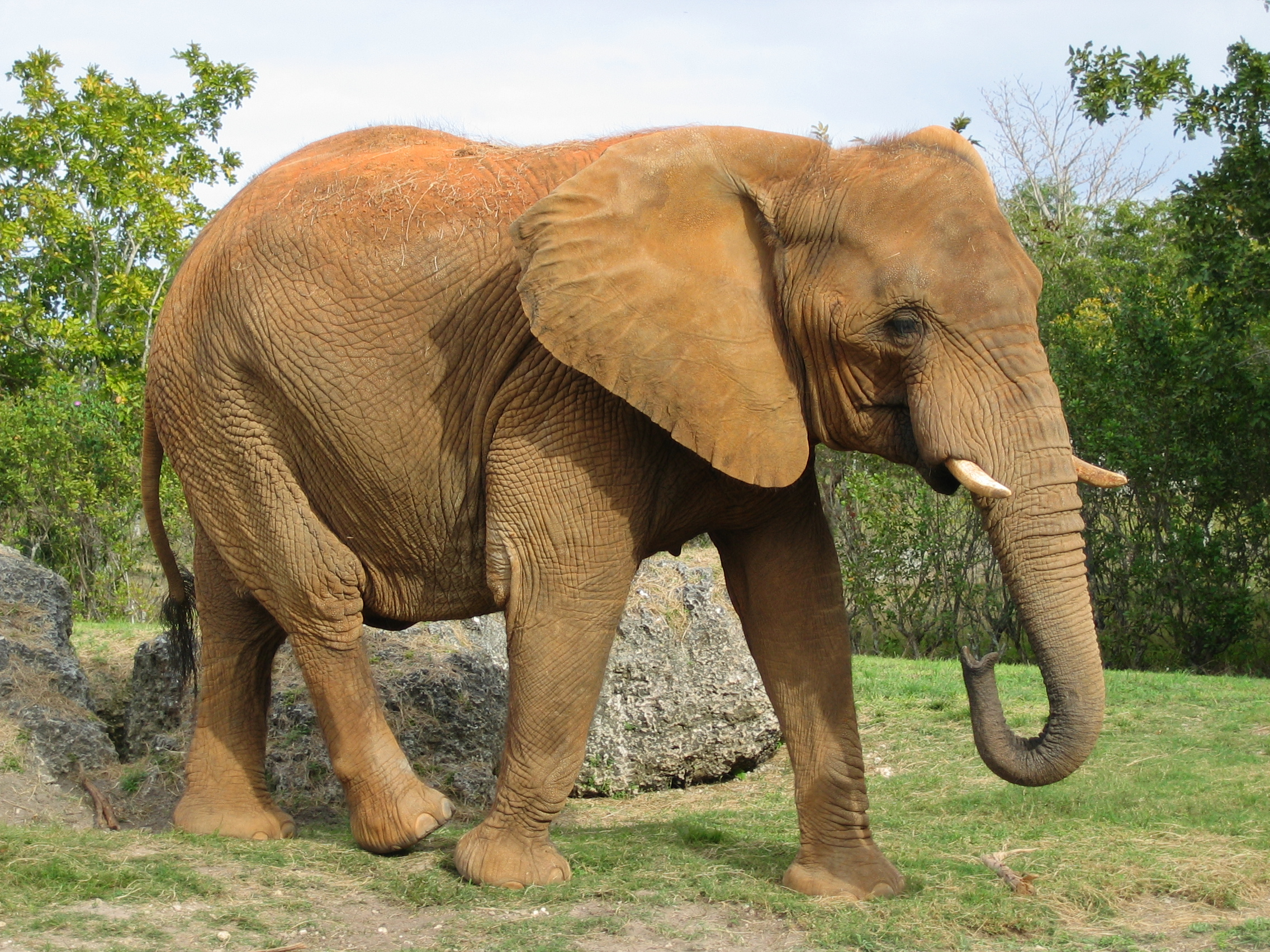
Elefanten haben eine besonders lange Trächtigkeitsdauer

Die Höheren Säugetiere oder Plazentatiere umfassen bei weitem die meisten Arten. Beide deutsche Namen für dieses Taxon sind aber etwas unglücklich gewählt: Das Wort „höher“ spiegelt einen Fortschritt wider, der in der modernen Systematik nicht haltbar ist, und auch manche Beutelsäuger haben eine einfache Plazenta.
Schlüsselmerkmal der Höheren Säugetiere ist der Trophoblast (die äußere Zellschicht eines befruchteten Eis). Diese Schicht stellt eine immunologische Barriere dar und ermöglicht ein langes Heranwachsen im Mutterleib. Beutelsäuger haben keinen Trophoblast, die Tragezeit muss beendet sein, bevor die Immunabwehr der Mutter voll wirksam wird. Die Plazenta der Höheren Säugetiere ist durch das Allantochorion (eine Zottenhaut) charakterisiert. Die Zotten (Villi) sorgen für eine effizientere Ernährung des Keimes.
Die Dauer der Schwangerschaft und die Anzahl der Neugeborenen ist auch von der Lebensweise abhängig. Nesthocker (zum Beispiel Raubtiere oder Nagetiere) haben eher eine kurze Tragzeit und eine hohe Wurfgröße, während Nestflüchter (zum Beispiel Paarhufer und Wale) eine lange Tragzeit und eine niedrige Wurfgröße aufweisen. So beträgt die Trächtigkeitsdauer bei manchen Hamsterarten nur 16 Tage, während sie bei Afrikanischen Elefanten bis zu 25 Monate dauern kann.

### Das Säugen

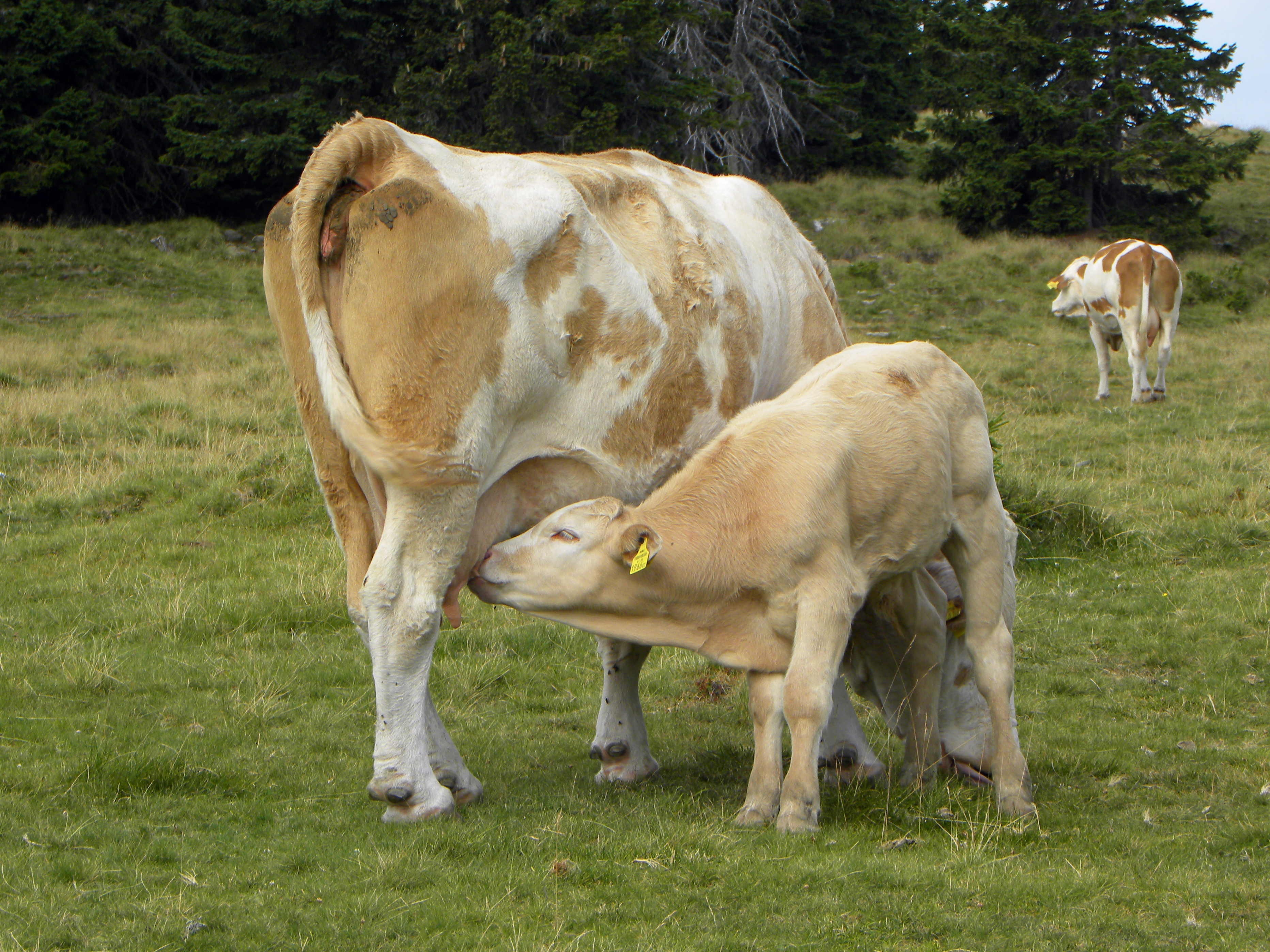
Hausrindkuh säugt ihr Kalb

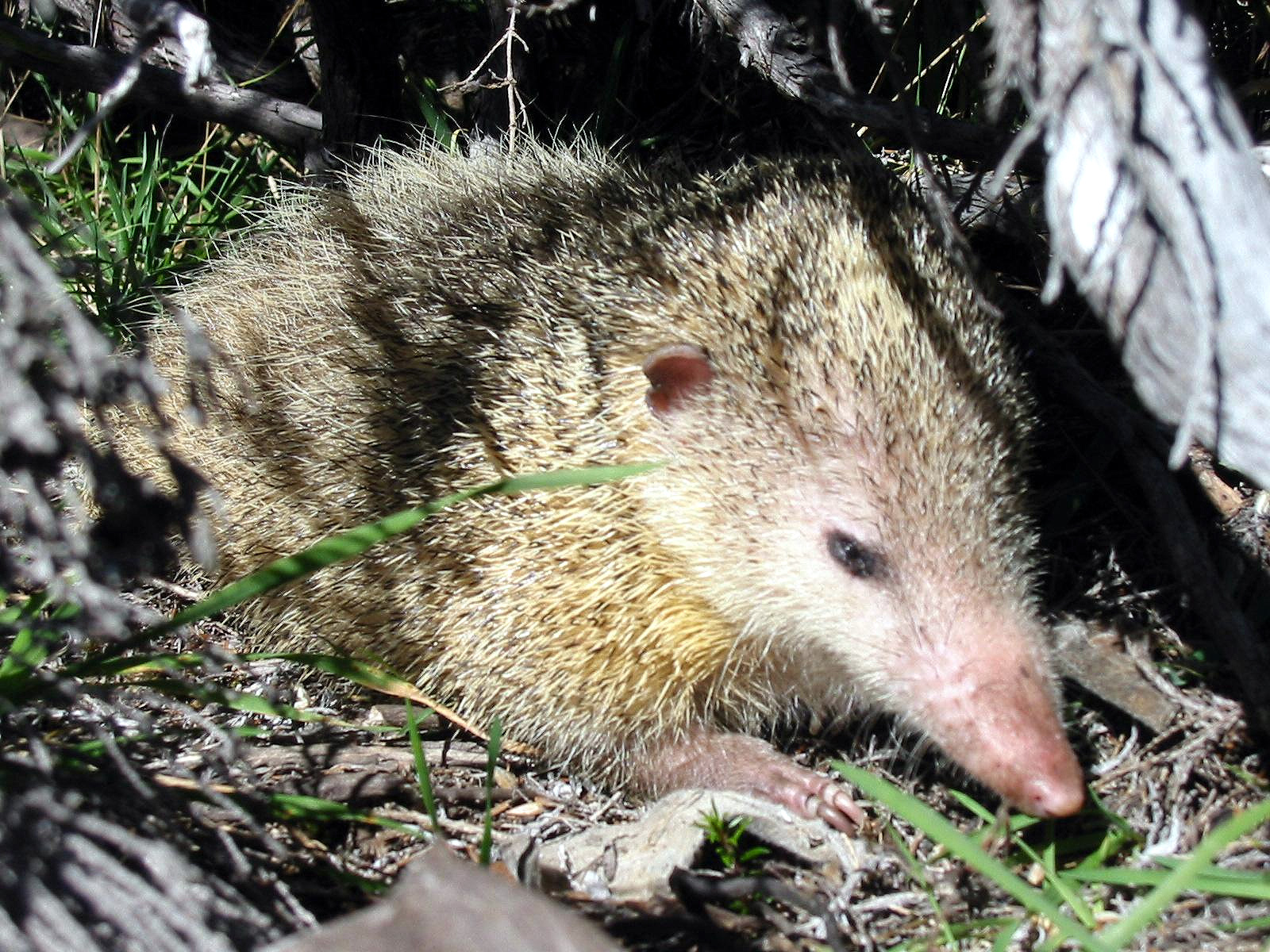
Große Tenreks haben mit bis zu 32 Neugeborenen die höchste Wurfgröße aller Säugetiere

Das namensgebende Merkmal der Säugetiere ist, dass das Weibchen die neugeborenen Kinder mit Milch ernährt, einer Nährflüssigkeit, die in Milchdrüsen produziert wird. Diese setzen sich aus äußerlich abgrenzbaren Drüsenkomplexen („Mammarkomplex“) zusammen, von denen jeder meist in einer Warze endet, die Zitze, beim Menschen auch Brustwarze, genannt wird. Eine Ausnahme bilden die Ursäuger, wo die Neugeborenen die Milch direkt von den Milchdrüsenfeldern aus dem Fell der Mutter lecken. Die Anzahl der Drüsenkomplexe ist je nach Art unterschiedlich und hängt mit der durchschnittlichen Wurfgröße zusammen, so haben Menschen oder Pferde nur zwei, Große Tenreks hingegen 24 oder bis zu 32. Die Ernährung mit Milch wird als Säugen beziehungsweise beim Menschen als Stillen bezeichnet und solange durchgeführt, bis das Jungtier fähig ist, feste Nahrung zu sich zu nehmen.
Das Säugen hat große Konsequenzen für Jungtiere und Weibchen. Neugeborene erhalten ohne viel Aufwand eine fett- und nährstoffreiche Nahrung, die ein schnelles Wachstum gewährleistet, sind aber im Gegenzug auf die Präsenz der Mutter angewiesen. Ein Ammenverhalten, das heißt, dass Weibchen auch fremde Kinder säugen, ist nur von wenigen Arten (zum Beispiel bei Löwen und Pottwalen) bekannt. Mit dem Säugen gehen in den meisten Fällen auch eine intensive Brutpflege und ein fürsorgliches Verhältnis zu den Jungen einher. Für die Weibchen wiederum bedeutet das Säugen, viel Zeit und Energie investieren zu müssen.

### Lebenserwartung

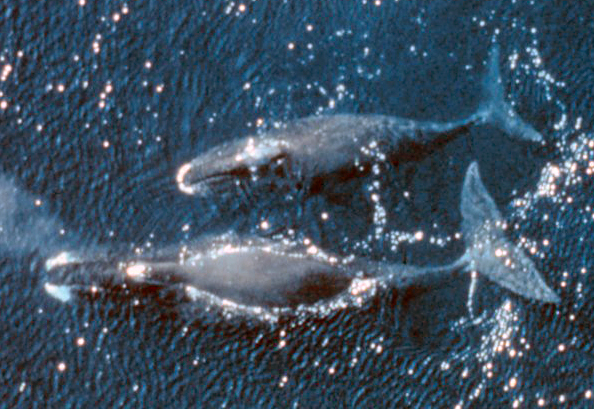
Der Grönlandwal hat die höchste Lebenserwartung aller Säugetiere

So unterschiedlich die Gestalt und Lebensweise der Säugetiere ist, so unterschiedlich ist auch ihre Lebenserwartung. Generell leben kleinere Arten weniger lang als größere Arten, die Fledertiere bilden jedoch eine Ausnahme von diesem Muster. Während männliche Breitfuß-Beutelmäuse durchweg im Alter von rund elf Monaten sterben, nachdem sie sich das erste Mal fortgepflanzt haben, können größere Säugerarten mehrere Jahrzehnte alt werden. Von den an Land lebenden Arten kommt keine an das Alter des Menschen heran, bei dem durch die Verbesserung der Medizin mittlerweile ein Höchstalter von 122 Jahren (Jeanne Calment) belegt ist. Neben dem Menschen dürften die Elefanten mit bis zu 80 Jahren die Landsäugetiere mit der höchsten Lebenserwartung sein. Allerdings werden manche Walarten deutlich älter, das bisher älteste bekannte Säugetier war ein Grönlandwal mit 211 Jahren.

## Mensch und Säugetiere

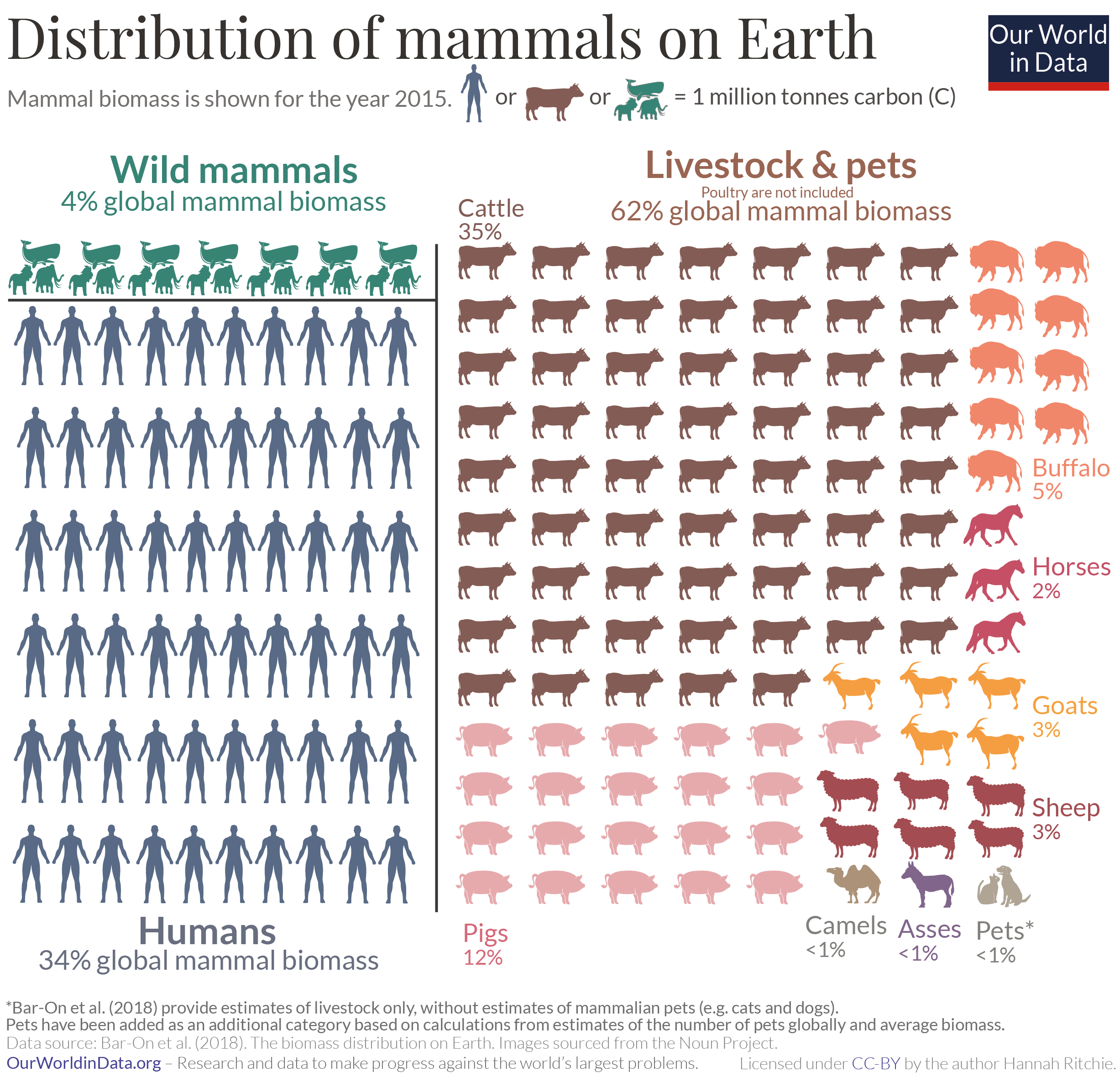
Eine Schätzung aus dem Jahr 2018 ergab für die wild lebenden Säugetiere einen Anteil von 4 % an der Biomasse aller Säugetiere, für Vieh einen Anteil von 62 % und für die Menschen 34 %.

Anmerkung: Obwohl auch der Mensch zoologisch zu den Säugetieren gehört, wird er selbst im Folgenden nicht behandelt. Stattdessen wird das Verhältnis des Menschen zu den übrigen Säugetieren thematisiert.
Säugetiere haben die menschliche Geschichte entscheidend mitgeprägt. Schon seit jeher haben Menschen ihr Fleisch gegessen und ihr Fell und ihre Knochen verarbeitet. Sie wurden als Reit- und Arbeitstiere eingesetzt; bis heute werden sie als Milchlieferanten, als Wach- und Labortiere verwendet. Umgekehrt haben auch die Menschen prägenden Einfluss auf die meisten Säugetierarten. Manche Gattungen haben im Gefolge des Menschen ihr Verbreitungsgebiet drastisch vergrößert oder sind als Neozoen in fremden Regionen eingebürgert worden. Vielfach jedoch sind durch Bejagung und Zerstörung des Lebensraumes ihre Populationen eingeschränkt und ihr Verbreitungsgebiet drastisch verringert worden. Eine ganze Reihe von Säugern ist schließlich durch direkten oder indirekten menschlichen Einfluss unwiederbringlich von der Erde verschwunden.

### „Nützliche“ Säugetiere

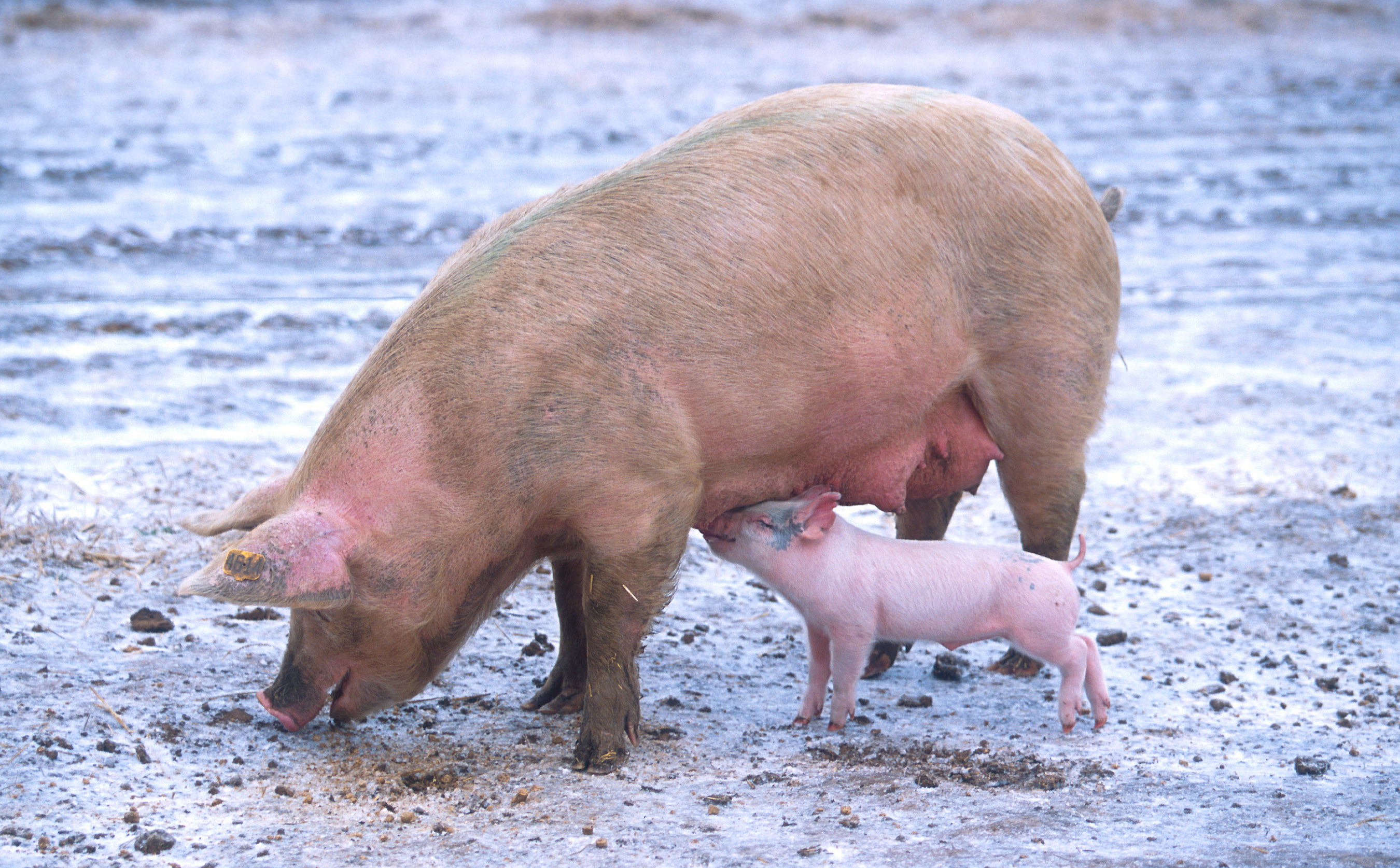
Hausschweine zählen zu den wichtigsten Nutztieren

Eine Reihe von Säugetierarten wird vom Menschen wegen ihres, meist wirtschaftlichen, Nutzens gehalten. Zu diesem Zweck domestizierte Tiere werden als Nutztiere bezeichnet. Es werden darüber hinaus Wildtiere gejagt oder halbdomestizierte Tiere im Freiland gehalten und später gefangen (Beispiele sind Hutewälder oder die Rinder- und Pferdezucht in Amerika).

#### Gründe für die Nutzung von Säugetieren
- Einer der wichtigsten Gründe für die Jagd oder Haltung von Säugern ist der Genuss ihres Fleisches, das wegen seines Protein- und Fettgehaltes verzehrt wird. In der westlichen Welt sind vor allem Rind- und Schweinefleisch und in geringerem Ausmaß das Fleisch von Hausschafen, Hausziegen, Hauspferden sowie Wildbret verbreitet. In verschiedenen Kulturen und Regionen rund um den Globus wurden und werden zahlreiche Arten in ganz unterschiedlichen Entwicklungslinien der Säugetiere wegen ihres Fleisches gejagt, von Gürteltieren, die in Südamerika als Delikatesse gelten, bis zu den Ameisenigeln, die in Neuguinea gerne verspeist werden.
- Auch das Fell und die Haut verschiedenster Säugetiere gehören zu den vom Menschen genutzten Ressourcen. Schafe werden geschoren, die Haut von Rindern und anderen Tieren wird zu Leder verarbeitet, in früheren Zeiten wurden die Felle erlegter Tiere zur Erzeugung von Kleidung, Decken und vielem mehr verwendet. Bis heute ist die Pelzindustrie von Bedeutung, in eigenen Pelztierfarmen werden unter anderem Chinchillas, Nerze, Zobel, Nutrias, Waschbären und viele mehr gehalten. Als Erzeugung eines reinen Luxusartikels steht die Pelztierzucht in besonders starker Kritik von Tierschützern.
- Neben dem Fleisch und dem Fell wurden und werden weitere Körperteile von Säugern verwertet. Dazu zählen unter anderem Geweihe und Knochen, die als Werkzeug und Baumaterial verwendet wurden, Tran und Walrat der Wale, Elfenbein sowie Teile, die aus religiösen oder abergläubischen Gründen, aus zeremoniellen Gründen oder als Statussymbole sowie aus (zumindest vermeintlichen) medizinischen Gründen verwendet werden, wie beispielsweise das Horn verschiedener Nashornarten.
- Säugetiere werden auch zur Gewinnung von Milch gehalten, wobei die Milch von Hausrindern mit rund 85 % die weltweit größte Rolle spielt. In geringerem Ausmaß wird auch die Milch von Schafen, Ziegen, Pferden, Hauseseln, Wasserbüffeln, Rentieren und anderen Arten gewonnen.

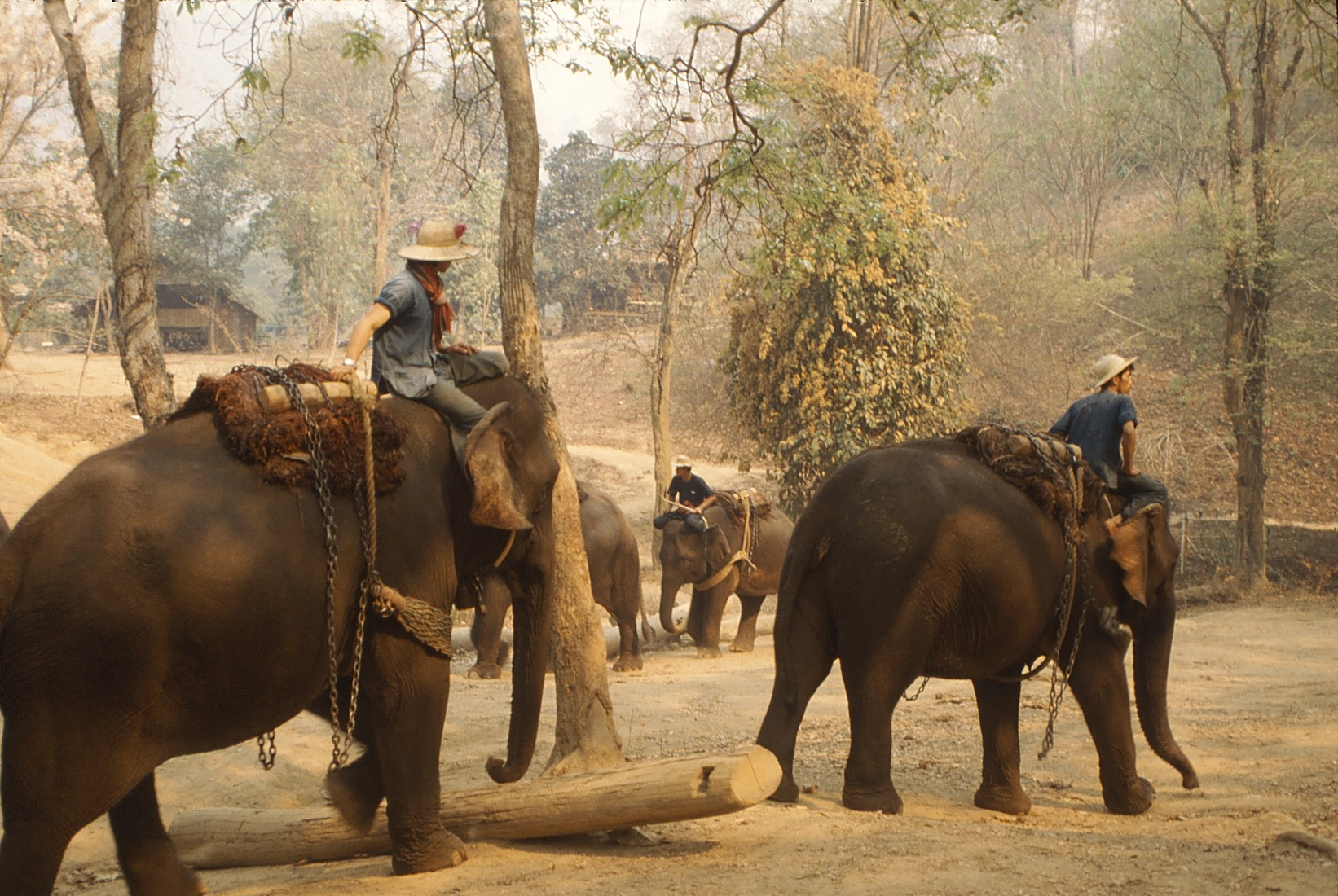
Arbeitselefanten

- Aufgrund ihrer Größe und ihrer Kraft werden Säugetiere als Zug-, Reit- oder Tragtiere eingesetzt. Dazu zählen unter anderem Pferde, Esel, Rinder, Wasserbüffel, Asiatische Elefanten, Kamele und Haushunde („Zughunde“). Aufgrund der Motorisierung der Landwirtschaft und der Verbreitung des Automobilverkehrs ist dieser Verwendungszweck in den westlichen Industrieländern stark zurückgegangen, und wird meist nur mehr als Hobby oder Sport durchgeführt. Zu dienstlichen Zwecken werden Pferde aber noch bei der Polizei eingesetzt. In den wirtschaftlich weniger entwickelten Regionen der Erde ist dieser Einsatz von Tieren aber immer noch weit verbreitet.
- Aus denselben Gründen verwendet der Mensch Säugetiere schon seit der Antike für militärische Zwecke. Bis in das späte 19. Jahrhundert hinein war das Pferd in Kavallerieformationen die Voraussetzung für schnelle Operationen auf dem Schlachtfeld, die oft von entscheidender Bedeutung waren. Ebenfalls seit der Antike bis in die frühe Neuzeit wurden Kriegselefanten verwendet, um die feindlichen Schlachtreihen zu durchbrechen; berühmt wurde ihr Einsatz im zweiten Punischen Krieg durch den karthagischen Feldherrn Hannibal. In modernen Armeen kommen Säugetiere im Rahmen von militärischen Spezialeinsätzen zum Einsatz, so setzten im Zweiten Weltkrieg die sowjetischen Streitkräfte Panzerabwehrhunde gegen deutsche Panzerkampfwagen ein. In jüngerer Zeit werden beispielsweise beim US-amerikanischen Militär Delfine im Umgang mit Minen trainiert.
- Aufgrund dieser Eigenschaften wurden Säugetiere vom Altertum bis übers Mittelalter hinaus auch für Hinrichtungen verwendet, wie im römischen Reich, wo Verurteilte per Damnatio ad bestias von Elefanten oder Raubtieren getötet wurden. Im Mittelalter kam die Vierteilung durch Pferde vor.
- Auch als Jagd- und Wachtiere finden Säugetiere vielerorts Verwendung, vor allem Haushunde und Hauskatzen.
- Weit verbreitet ist auch die Praxis, Säugetiere in Tierversuchen einzusetzen. Für diese Zwecke werden vor allem Primaten (unter anderem Rhesus- und Totenkopfaffen) und Nagetiere eingesetzt. Auch die Kognitionsforschungen und der Einsatz von Tieren in der Raumfahrt zählen im weiteren Sinn zu Tierversuchen. Die Kontroverse um den tatsächlichen Nutzen dieser Praktiken wird äußerst heftig geführt.
- Auch zur Unterhaltung der Menschen wurden und werden oft Säugetiere eingesetzt, die Bandbreite reicht hierbei von Tierhetzen im Römischen Reich über Tiervorführungen in Zirkussen, Delfin- und Seehundshows bis zu Rodeos, Stierkämpfen und Tanzbär-Darbietungen. Da die Tiere dabei oft nicht artgerecht gehalten werden und die Dressur oft mit Tierquälerei verbunden ist, sind solche Praktiken umstritten. Auch die Jagd hat heute teilweise Unterhaltungscharakter, beispielsweise die auf den Britischen Inseln bis ins 21. Jahrhundert ausgeübte Fuchsjagd.
- Eine weitere Möglichkeit zur Nutzung von Säugetieren ist die Ausnutzung des guten Geruchssinns (zum Beispiel in Form von Spürhunden oder Trüffelschweinen) bei der Suche nach Dingen, die technisch nicht erfassbar sind.
- Auch zur Unterstützung von Behinderten kommen Säugetiere zum Einsatz. Ein Beispiel sind Blindenhunde. Bei geistigen Störungen verschiedener Art wurde die Delfintherapie zur Verbesserung des Zustandes des Patienten angewendet, deren Wirksamkeit umstritten ist.

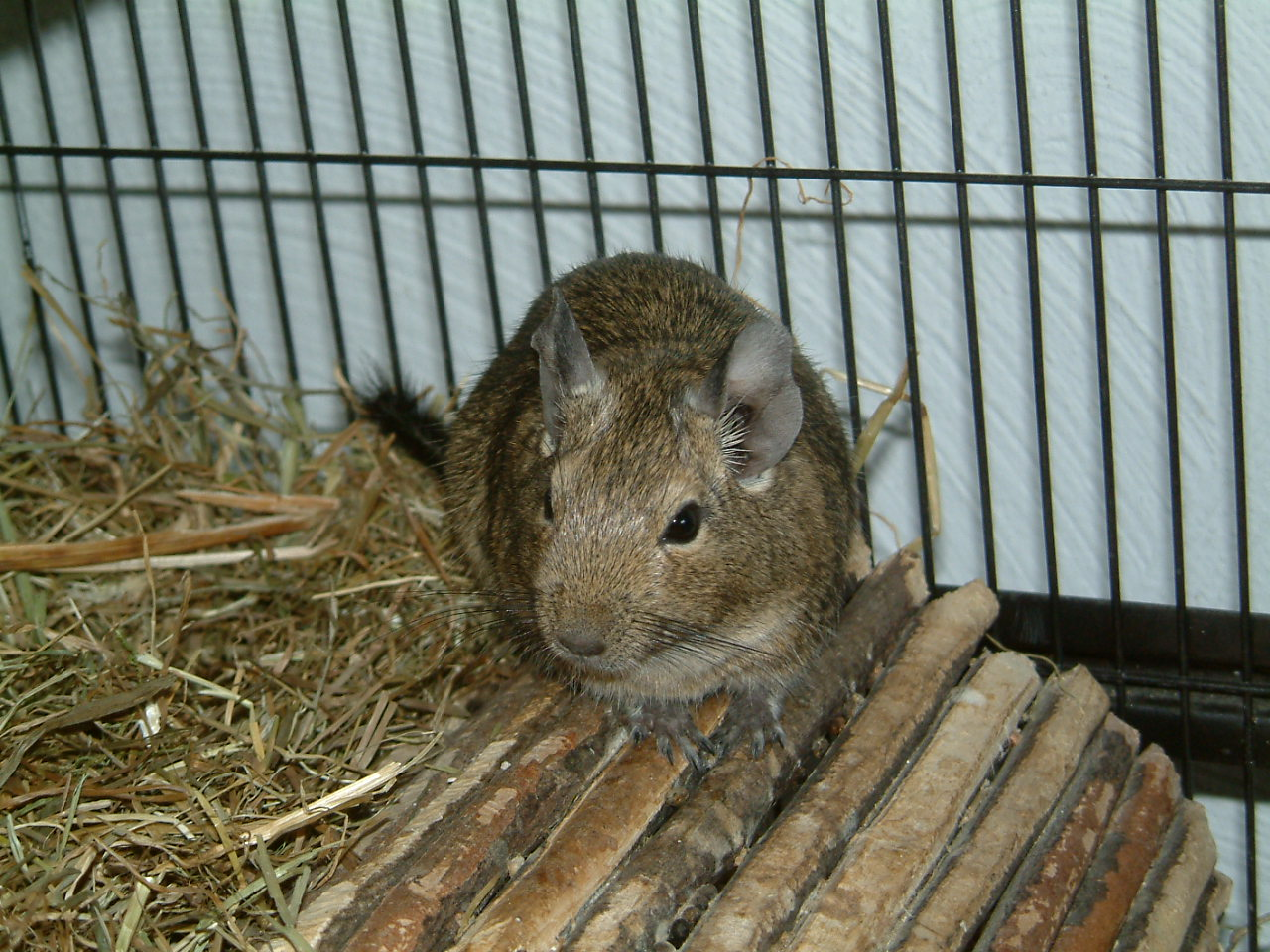
Der Degu ist ein typischer Vertreter der Heimtiere

- Als Heimtiere oder Streicheltiere werden Tiere bezeichnet, die nicht aus einem direkten wirtschaftlichen Nutzen, sondern aus Freude und persönlicher Zuneigung gehalten werden. Einige Säugetierarten werden auch oder vorrangig zu diesem Zweck gehalten, darunter Nagetiere wie Goldhamster, Hausmeerschweinchen, Degus, Chinchillas, Mäuse und Ratten, daneben auch Hauskaninchen. Auch Hunde und Katzen werden heutzutage oft als reine Heimtiere und nicht wegen ihrer Wach- und Jagdfunktion eingesetzt. Bei exotischeren Heimtieren reicht die Bandbreite mittlerweile von Schimpansen über Kurzkopfgleitbeutler bis zu Zwergschweinen. Als problematisch gilt bei vielen Heimtierarten die schwierige bis unmögliche artgerechte Haltung und die Übertragung von Krankheiten (in beide Richtungen).
- Erwähnt sei an dieser Stelle noch die Bedeutung mancher Säugetiere für den Fremdenverkehr, zum Beispiel in den afrikanischen Wildreservaten. Eine Nebenwirkung dieser Praxis ist, dass der Schutz der Tiere auch eine ökonomische Funktion gewonnen hat; bemängelt wird, dass die Tiere oft in ihrem natürlichen Lebensraum gestört werden. Der Jagdsport ist eine weitere Variante des touristischen Nutzens von Säugetieren. Diese Tötungen, die als reine Trophäenjagd durchgeführt werden, stehen aber unter heftiger Kritik.

#### Domestizierung
Aus vielen der oben genannten Gründe beschränkte sich der Mensch nicht nur auf die Jagd, sondern versuchte auch, gewisse Tierarten in seiner Nähe zu halten und nachzuzüchten. Die Domestizierung von Nutztieren begann zumindest vor rund 10.000 bis 15.000 Jahren, beim Haushund deuten genetische Studien allerdings an, dass dieser Prozess schon vor mehr als 100.000 Jahren begonnen haben könnte. Im achten Jahrtausend v. Chr. dürften bereits Wildziege, Wildschaf und Wildrind, etwas später auch das Wildschwein zu Hausziege, Hausschaf, Hausrind und Hausschwein domestiziert worden sein. Nutztiere dienten zunächst vorwiegend als Nahrungsmittellieferanten, später wurden dann auch Tiere zur Arbeitstätigkeit eingesetzt, so seit rund 3000 v. Chr. das Hauspferd und das Lama. Der Prozess der Domestizierung verlief vielschichtig, genetische Studien deuten an, dass bei vielen Haustieren in unterschiedlichen Regionen dieser Schritt mehrmals unabhängig voneinander vonstattenging. Weitere domestizierte Säugetiere sind Rentier, Dromedar, Hauskatze, Frettchen, Esel, Farbmaus, Farbratte, Goldhamster, Kaninchen und Meerschweinchen.

### „Schädliche“ Säugetiere
Als Schädlinge werden Tierarten bezeichnet, die dem Menschen gegenüber Schaden anrichten. Der Begriff ist abhängig von Wertvorstellungen und vor allem der wirtschaftlichen Perspektive und daher kein Begriff der Biologie.

#### Landwirtschafts- und Nahrungsmittelschädlinge

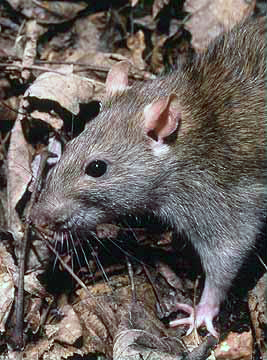
Die Wanderratte ist ein bekannter Nahrungsmittelschädling

Eine Reihe von Säugetieren gilt als Landwirtschafts- oder Nahrungsmittelschädlinge, das heißt, sie ernähren sich entweder direkt in den zur Nahrungsmittelproduktion genutzten Gebieten oder an Aufbewahrungsorten von den vom Menschen produzierten Nahrungsmitteln. Durch die großflächige Einführung von Agrarflächen kommt es zu einem Überangebot an Nahrung für manche Tierarten, das in deren starker Vermehrung und somit weiterer Schädigung resultiert. Vor allem in Entwicklungsländern lässt sich dieser Trend beobachten. Zu den in Mitteleuropa bekanntesten Nahrungsmittelschädlingen zählen Mäuse, insbesondere die Hausmaus und Ratten wie die Haus- oder Wanderratte, die sich als Kulturfolger dem Menschen angeschlossen haben und eine weltweite Verbreitung erlangt haben. Einige Tiere (darunter Flughunde und zahlreiche Nagetierarten) ernähren sich direkt von den Feldfrüchten, andere sorgen durch ihre unterirdische Lebensweise für Schäden an den Wurzeln. Die Viehwirtschaft sieht in fleischfressenden Tieren, vor allem Raubtieren eine Nahrungskonkurrenz, zumindest zwei Arten, der Falklandfuchs und der Beutelwolf sind durch Bejagung ausgestorben. In analoger Weise sieht die Fischerei Robben und andere fischfressende Säuger als wirtschaftliche Gefahr und verfolgt sie.
Das Ausmaß der tatsächlichen Bedrohung, die als „Schädlinge“ bezeichnete Tiere anrichten, ist ungewiss und dürfte oft übertrieben dargestellt werden. Häufig ist der Mensch die Hauptursache dafür, indem er massiv in den natürlichen Lebensraum der Tiere eingreift. Durch die Umwandlung der Habitate in landwirtschaftlich genutzte Flächen und die Verringerung des Nahrungsangebotes werden viele Arten gezwungen, sich neue Nahrungsquellen zu erschließen. Diese stehen dann in Konkurrenz zu den wirtschaftlichen Interessen und leiten die Verfolgung ein. Trotzdem wird mit exzessiven Bejagungen, Vergiftungen und mit anderen Methoden Jagd auf diese „Schädlinge“ gemacht, was sich oft fatal auf die Population auswirkt.

#### Direkte Bedrohung des Menschen
Menschen sind manchmal auch direkten Bedrohungen durch die Säugetiere ausgesetzt. Im Bewusstsein verankert sind dabei vorwiegend die Fälle der großen menschenfressenden Raubtiere, wobei insbesondere der Tiger einen Ruf als „Menschenfresser“ genießt. In Europa fand die Tötung von Menschen durch Bären zuletzt ein großes mediales Echo. Tötungen durch Raubtierbisse beschränken sich jedoch auf wenige Einzelfälle im Jahr. Todesfälle durch Wölfe sind in Europa im Zeitraum von 2002 bis 2020 nicht dokumentiert.
Ungleich gefährlicher als wild lebende Säugetiere sind Unfälle im Rahmen der Tierhaltung, allen voran bei der Rinder- und Pferdehaltung. Alleine in Deutschland kommt es pro Jahr zu über 10.000 Unfällen mit sogenannten Nutztieren; dabei sterben ca. 20 Menschen im Jahr. Durch Hundebisse sterben in Deutschland im Schnitt mehr als drei Menschen pro Jahr.
Eine weitere Bedrohung stellen Säugetiere als Krankheitsüberträger dar. So sterben jedes Jahr 40.000 bis 70.000 Menschen an der Tollwut, die meisten davon in Ländern mit geringen Möglichkeiten der Gesundheitsversorgung. Hauptübertragungsursache ist der Biss durch infizierte Tiere wie Hunde, Katzen, Dachse, Waschbären und Fledermäuse. Eine weitere berüchtigte Krankheit ist die Pest, die durch auf Hausratten und anderen Nagetieren parasitierende Flöhe, in seltenen Fällen auch direkt übertragen wird. Pest-Epidemien und -Pandemien kosteten Millionen Menschen das Leben, bei der als Schwarzer Tod bekannten Pandemie Mitte des 14. Jahrhunderts starben schätzungsweise ein Drittel der Menschen in Europa.
Besonders gefährlich ist dabei, wenn Krankheitserreger durch Mutation von Tieren auf den Menschen übergehen (Zoonose). Die genetische und physiologischen Ähnlichkeit zwischen Menschen und den ursprünglich als Erregerreservoir vorkommenden Säugetierarten erleichtern die Übertragung im Vergleich zu anderen Tierarten. In den letzten Jahrzehnten kam es so zu Ausbrüchen von Ebolafieber, SARS oder Mpox aufgrund der Übergangs von Krankheitserregern von Säugetieren auf Menschen. Dieses Problem ist nicht auf wild lebende Säugetiere beschränkt, sondern betrifft auch die Tierhaltung: In den USA grassiert zurzeit die Vogelgrippe H5N1 unter Milchkühen, ein Übergang des Virus auf Menschen beim natürlichen Auftreten weiterer Mutationen wird befürchtet.

### Kulturgeschichtliche Bedeutung

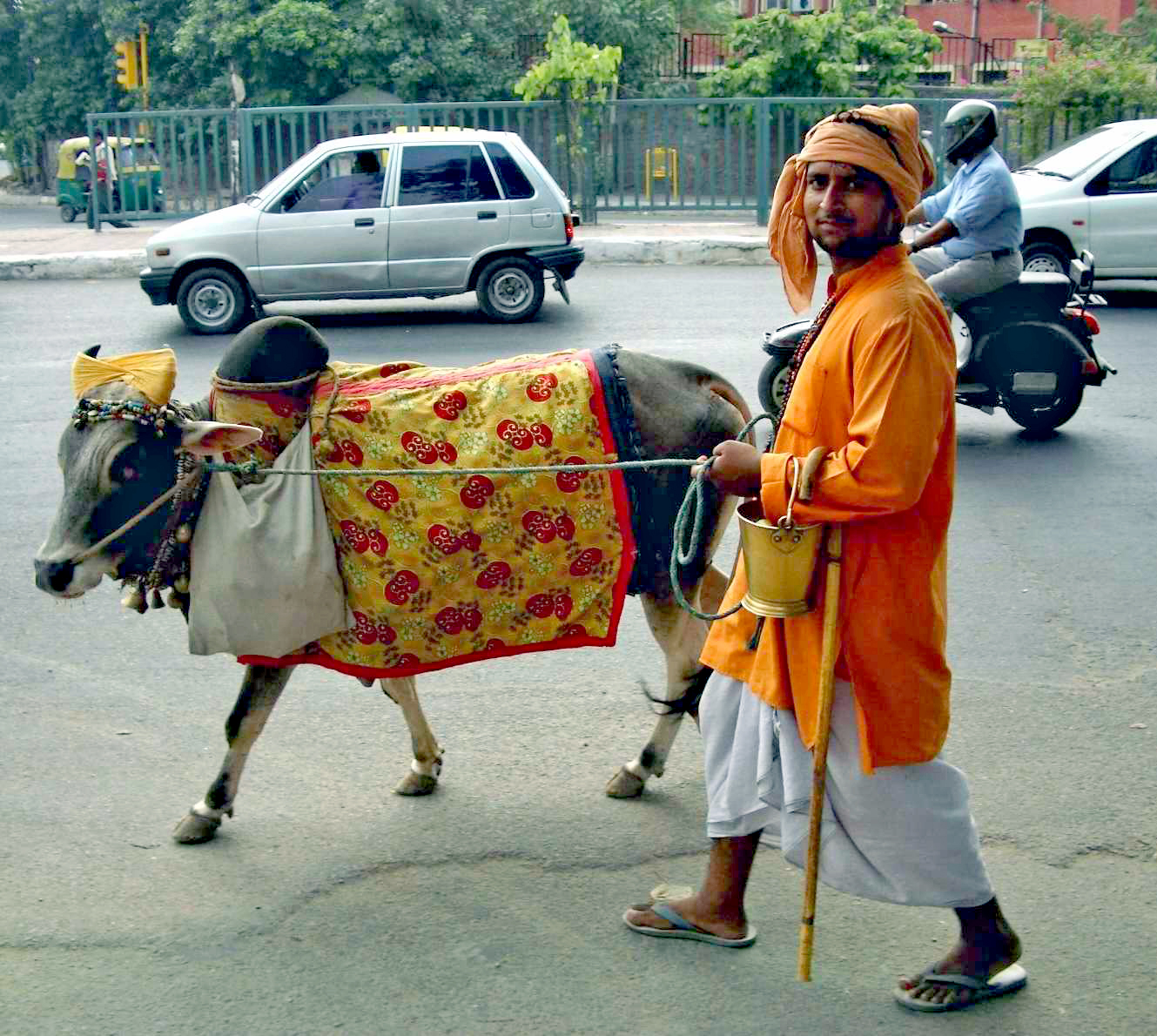
Heilige Kuh in Indien

Viele Säugetiere spielen in der Kulturgeschichte eine bedeutende Rolle. Auffallend große, starke oder gefährliche Tiere dienen als Wappentiere, als Totem- oder Clansymbole. Als „Heilige Tiere“ gelten manche Arten als Manifestationen von Göttern und genossen besonderen Schutz, so heilige Kühe und Hanuman-Languren in Indien oder Katzen und Schakale im alten Ägypten. Auf der anderen Seite wurden manche Säugetiere als Vertreter dämonischer Mächte gesehen, so Fledermäuse oder Katzen. Stereotype Vorstellungen von Eigenschaften bestimmter Tierarten, wie der sture Esel oder der schlaue Fuchs finden sich in zahllosen Erzählungen und Märchen und prägen zum Teil bis heute den Schimpfwortschatz.

### Bedrohung und Ausrottung durch den Menschen
Durch vielfältige Eingriffe in die Natur ist der Mensch für den Populationsrückgang oder das Aussterben vieler Säugetierarten verantwortlich. Inwieweit die Bejagung für das Aussterben zahlreicher Großsäuger am Ende des Pleistozäns (vor 50.000 bis 10.000 Jahren) schuld ist, ist umstritten, dieses Aussterben korreliert zumindest teilweise mit der weltweiten Ausbreitung des Menschen (siehe dazu auch den Punkt unter Entwicklungsgeschichte). Aus Berichten und Darstellungen lässt sich zumindest ein deutlicher Schwund des Verbreitungsgebietes für zahlreiche Spezies seit der Antike ableiten. Auch die heutige Situation ist für viele Säugetierarten besorgniserregend. So kommt eine unter der Federführung der International Union for Conservation of Nature (IUCN) stehende Kommission aus rund 1.700 Wissenschaftlern aus 130 Ländern zu dem Ergebnis, dass heute mindestens 20–25 % – unter Umständen aber bis zu 36 % – aller Land- und Meeressäugetierarten vom Aussterben bedroht sind. Die IUCN listet 235 Arten als vom Aussterben bedroht (critically endangered) oder bedroht (endangered), insgesamt sind mindestens 1.141 der derzeit 5.983 rezenten Säugetierarten akut bedroht. Der Davidshirsch gilt als in freier Wildbahn ausgestorben (extinct in the wild), das heißt, es gibt nur mehr die Bestände in menschlichen Zuchtprogrammen. Die Gründe für die Gefährdung zahlreicher Arten liegen hauptsächlich im zunehmenden Verlust des Lebensraums durch Umwandlung in landwirtschaftlich genutzte Gebiete und Siedlungen, in der Umweltverschmutzung und in der Bejagung, da man viele Arten als nützlich oder schädlich ansieht. Ein weiterer Faktor ist die Schädigung des natürlichen Gleichgewichts durch die absichtliche oder unbewusste Einschleppung von Neozoen. Die Verfolgung durch verwilderte Hauskatzen und Haushunde sowie die Nahrungskonkurrenz durch Mäuse, Ratten, Hasen und andere stellen insbesondere in Regionen, wo diese Arten natürlicherweise nicht heimisch waren (wie zum Beispiel Australien oder viele Inseln), ein großes Problem dar. Für weitere 235 Arten sind zu wenige Daten vorhanden, weshalb sie als Data Deficient (ungenügende Datengrundlage) klassifiziert werden.

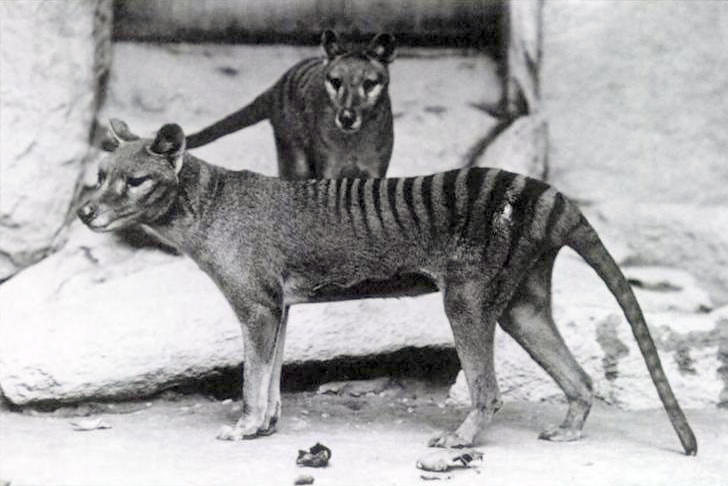
Der letzte bekannte Beutelwolf starb 1936 in einem Zoo in Tasmanien

Die oben genannten Gründe haben dazu geführt, dass laut IUCN 84 Säugetierarten in den letzten Jahrhunderten ausgestorben sind, dazu zählen der Schweinsfuß-Nasenbeutler, vier Känguruarten, vier Rattenkängurus, der Beutelwolf, der Falklandfuchs, drei Gazellenarten, der Blaubock, die Stellersche Seekuh, neun Fledertierarten und zahlreiche Nagetiere wie etliche Baumratten und Riesenhutias. Es steht zu erwarten, dass diese Liste in den nächsten Jahren noch länger werden wird.

### Biomasse von Wildtieren, Haustieren und Menschen im Vergleich
Gemäß einer Schätzung aus dem Jahr 2023 entfallen von der Biomasse aller Säugetiere nur noch etwa 2 % auf wild lebende Landtiere (ohne synanthrope wie städtische Ratten) und knapp 4 % auf Meeressäuger. Haustiere und weitere mit dem Menschen verbundene Tiere dürften gegen 60 % der gesamten Säugetier-Biomasse ausmachen. Der Rest entfällt auf den Menschen selbst. (Vgl. die weiter oben stehende Grafik Distribution of mammals on Earth, die auf einer älteren Schätzung beruht. Die Zahlen stimmen nicht überein, liegen aber in einer ähnlichen Größenordnung.)

## Systematik und Entwicklungsgeschichte
Die Säugetiere sind wahrscheinlich – entgegen anders lautenden Theorien, die Mitte des 20. Jahrhunderts verbreitet waren – eine monophyletische Gruppe: Sie stammen alle von einem gemeinsamen Vorfahren ab und umfassen auch alle Nachkommen dieses Vorfahren. Die drei Untergruppen, Ursäuger, Beutelsäuger und Höhere Säugetiere, sind ebenfalls jeweils monophyletische Taxa. Die meisten Systematiken fassen die Beutel- und Höheren Säuger zum Taxon Theria zusammen und stellen dieses den Ursäugern gegenüber. Einige Forscher vertreten aber die Ansicht, die Ursäuger hätten sich aus den Beutelsäugern entwickelt.
Ungleich unübersichtlicher wird das Bild, wenn fossile Taxa in den Stammbaum eingebunden werden. Neben den üblichen Meinungsunterschieden der Wissenschaftler kommt hinzu, dass von zahlreichen Gattungen lediglich Zähne und Kieferteile gefunden wurden. Die detaillierte Untersuchung der Zähne ist daher eines der Schlüsselkriterien zur Bestimmung der Evolution der Säugetiere.

### Stammesgeschichtliche Herkunft

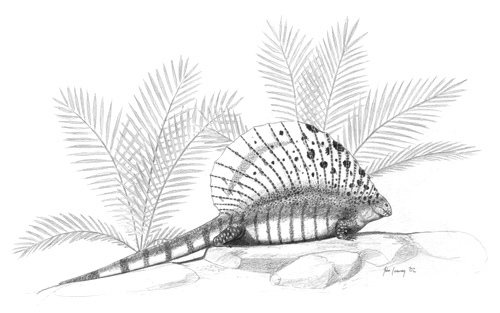
Nachbildung von Edaphosaurus cruciger, einem der bekanntesten Vertreter der Synapsiden

Unstrittig ist, dass sich die Säugetiere aus den Synapsiden entwickelt haben, einer Amniotengruppe, die durch ein einzelnes Schädelfenster charakterisiert war und ihre Blütezeit im Perm-Zeitalter hatte. Innerhalb der Synapsiden entwickelten sich die Therapsiden, die sogenannten „Säugerähnlichen Reptilien“, die bereits einige der Säugermerkmale wie ein differenziertes Gebiss und möglicherweise Körperbehaarung aufwiesen. Eine Gruppe der Therapsiden waren die Cynodontia, die unter anderem durch ein vergrößertes Gehirn und eine spezielle Kieferform gekennzeichnet waren. Die Säugetiere und ihre näheren Verwandten werden im Taxon der Eucynodontia zusammengefasst, deren bekanntester Vertreter Cynognathus war. Als Schwestertaxon der Säuger gelten entweder die Tritheledontidae, eine Gruppe sehr kleiner, fleischfressender Tiere, oder die Tritylodontidae, eine Gruppe bis zu 1 Meter langer Pflanzenfresser. Für jede der beiden Gruppen sprechen gewisse anatomische Merkmale, die Mehrheit der Forscher gibt jedoch den Tritheledontidae den Vorzug.
Die Nicht-Säugetiere innerhalb der Therapsiden wurden nach und nach von den Dinosauriern verdrängt, die letzten starben in der Unterkreide aus.

### Säugetiere im weiteren Sinn
Umstritten ist, welches Tier als das älteste Säugetier zu bewerten ist. Einige Tiere weisen im Bau des Ohres, des Unterkiefers, des Kiefergelenkes und der Zähne einen Übergangsstatus zwischen Reptilien und Säugern auf, manche Forscher bezeichnen sie deshalb als Mammaliaformes, also „Säugerartige“ oder Proto-Mammalia und ordnen sie noch nicht den Säugetieren im eigentlichen Sinn (sensu stricto) zu, andere fassen die Säuger weiter (sensu lato) und rechnen diese bereits dazu.
- Nach manchen Quellen ist Adelobasileus cromptoni das älteste bekannte Säugetier. Teile des Schädels aus der späten Trias wurden in Texas gefunden. Der Bau des Ohres spricht dafür, dass dieses Tier zumindest einen Übergangsstatus von den Cynodontia zu den Säugern darstellt. Ohne weitere Fossilfunde lässt sich aber der taxonomische Status von Adelobasileus cromptoni kaum genauer bestimmen.
- Auch Sinoconodon wird manchmal als das älteste Säugetier bezeichnet. Von dieser Art wurden verhältnismäßig gut erhaltene Fossilien in China gefunden; das Tier lebte in der frühen Jurazeit und zeigte im Kieferbau bereits die Merkmale heutiger Säuger. Andere Faktoren, wie ein mehrmaliger Zahnwechsel, verbunden mit einem lebenslangen Wachstum des Schädels sind aber noch Reptilienmerkmale.
- Die Morganucodonta waren eine Gruppe spitzmausähnlicher, rund 10 Zentimeter langer, vermutlich insektenfressender Tiere, die von der späteren Trias bis in das mittlere Jura belegt sind und in zahlreichen Regionen der Erde gefunden wurden. Die bekanntesten Vertreter waren Morganucodon und Megazostrodon. Im Bau des Unterkiefers und der Zähne (die Backenzähne sind durch drei auffällige Spitzen charakterisiert) stimmen sie mit den modernen Säugern überein, den bedeutendsten Unterschied stellt das doppelte Kiefergelenk dar.
- Die Docodonta, deren bekanntester Vertreter die Gattungen Haldanodon und Docodon sind, gelten als „säugetierähnlicher“ als die Morganucodonta. Sie sind charakterisiert durch stark verbreiterte Backenzähne, die ein effektives Kauen ermöglichen, zeigen aber im Kiefergelenk noch Ähnlichkeiten mit ihren Reptilienvorfahren. Docodonta waren vom mittleren Jura bis in die frühe Kreidezeit verbreitet, die Zuordnung eines Fundes aus der Oberkreide (Reigitherium) ist zweifelhaft.
- Hadrocodium wui, dessen Überreste aus der unteren Jurazeit in China gefunden wurden, gilt als Schwestertaxon der „eigentlichen“ Säugetiere, manchmal wird es auch als „erstes“ Säugetier bezeichnet. Es war ein winziges, vermutlich nur 2 Gramm schweres Tier, das aber bereits ein sekundäres Kiefergelenk und ein vergrößertes Gehirn aufwies. Die Unterschiede zu den Säugern liegen in Details im Bau der Zähne und des Unterkiefers.

### Säugetiere im engeren Sinn

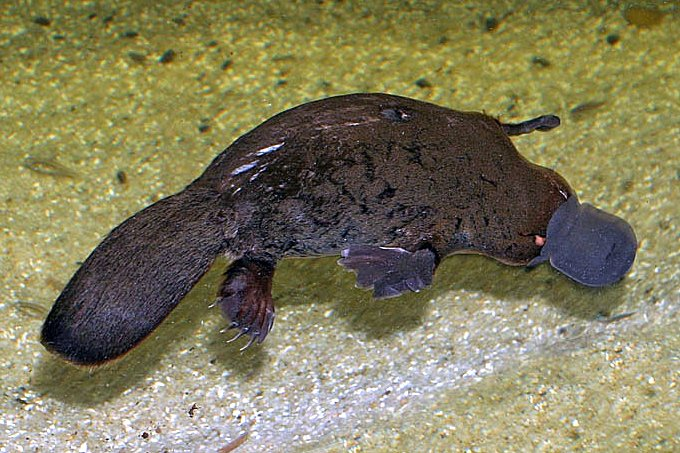
Das Schnabeltier zählt zu den eierlegenden Ursäugern

Die Säugetiere im engeren Sinn (Mammalia sensu stricto), in Abgrenzung zu den Säugetieren im weiteren Sinn beziehungsweise Mammaliaformes (siehe oben), werden definiert als die Gruppe, die den letzten gemeinsamen Vorfahren aller heutigen Säugetiere sowie dessen Nachkommen umfasst. Dieses Taxon ist zumindest seit dem mittleren Jura belegt, die Entwicklungsgeschichte innerhalb dieser Gruppe ist jedoch in einem hohen Ausmaß umstritten.
- Wann sich die Vorfahren der heutigen Ursäuger (Schnabeltiere und Ameisenigel) von der Entwicklungslinie der anderen Säugetiere abspalteten, ist unsicher. Weitestgehend verworfen ist heute die Ansicht, die Ursäuger hätten sich unabhängig von den übrigen Säugern aus einem eigenen Zweig der Cynodonta entwickelt. Eine neue, aber umstrittene Theorie stellt diese Tiere in ein Taxon namens Australosphenida, dessen Vertreter sich seit dem mittleren Jura im damaligen Südkontinent Gondwana ausbreiteten. Andere Theorien sehen in ihnen einen isolierten Seitenzweig, der sich früh von den übrigen Säugern trennte. Wieder andere Forscher stellen die Ursäuger hingegen in ein Naheverhältnis zu den Beutelsäugern. Jedenfalls stammen die frühesten zweifelsfrei einem Vorfahren der Ursäuger zuordenbaren Funde aus der Kreidezeit.
- Die Multituberculata bildeten eine artenreiche Tiergruppe, die ihren Namen den zahlreichen Spitzen ihrer Molaren verdankt. Äußerlich oft nagetierähnlich, sind die frühesten Vertreter seit dem mittleren Jura belegt. Die Multituberculata überstanden das Aussterben der Dinosaurier und starben erst im Oligozän aus. Die entwicklungsgeschichtliche Stellung dieser Tiere ist umstritten, manche Autoren vermuten in ihnen sogar lediglich eine Konvergenzentwicklung zu den Säugern, die aus einem anderen Zweig der Cynodontia entstanden sei. Mehrheitlich werden sie heute jedoch als eine Seitenlinie innerhalb der Mammalia angesehen, deren Stellung im Stammbaum allerdings unsicher ist.
- Als Allotheria wird eine Gruppe bezeichnet, die neben den Multituberculata die Haramiyida – eine Gruppe vermutlich pflanzenfressender Tiere aus der Obertrias und dem Jura – und die Gondwanatheria – die in der Kreidezeit und im Paläozän in Gondwana lebten – umfasst. Diese Zuordnung basiert hauptsächlich auf den Ähnlichkeiten im Bau der Molaren, ist jedoch umstritten, da die Haramiyida einige primitive Merkmale aufweisen und möglicherweise eine weit früher entstandene Seitenlinie darstellen.
- Die Eutriconodonta fassen mehrere Säugetiergruppen zusammen, die durch dreihöckrige Molaren charakterisiert sind. Dazu zählen die Amphilestidae aus dem Mitteljura bis Unterkreide, die Gobiconodontidae aus der unteren Kreide (zu denen auch der neuentdeckte Repenomamus giganticus, ein hundegroßer Räuber, zählt), sowie die Triconodontidae, die vom oberen Jura bis in die mittlere Kreidezeit lebten. Es ist allerdings umstritten, ob diese Gruppen wirklich eng miteinander verwandt waren.
- Als Holotheria wird das Taxon innerhalb der Echten Säugetiere ohne die oben angeführten Gruppen bezeichnet, wobei einige Systematiken allerdings manche Gruppen der Eutriconodonta miteinbeziehen. Die Holotheria schließen Kuehneotherium und verwandte Arten, die Kuehneotheria mit ein, die durch fortgeschrittene Zahnstrukturen und primitive Kiefermerkmale gekennzeichnet sind. Viele Autoren sehen in Kuehneotherium eine weit ursprünglichere Gattung, sodass der Begriff Holotheria umstritten ist.

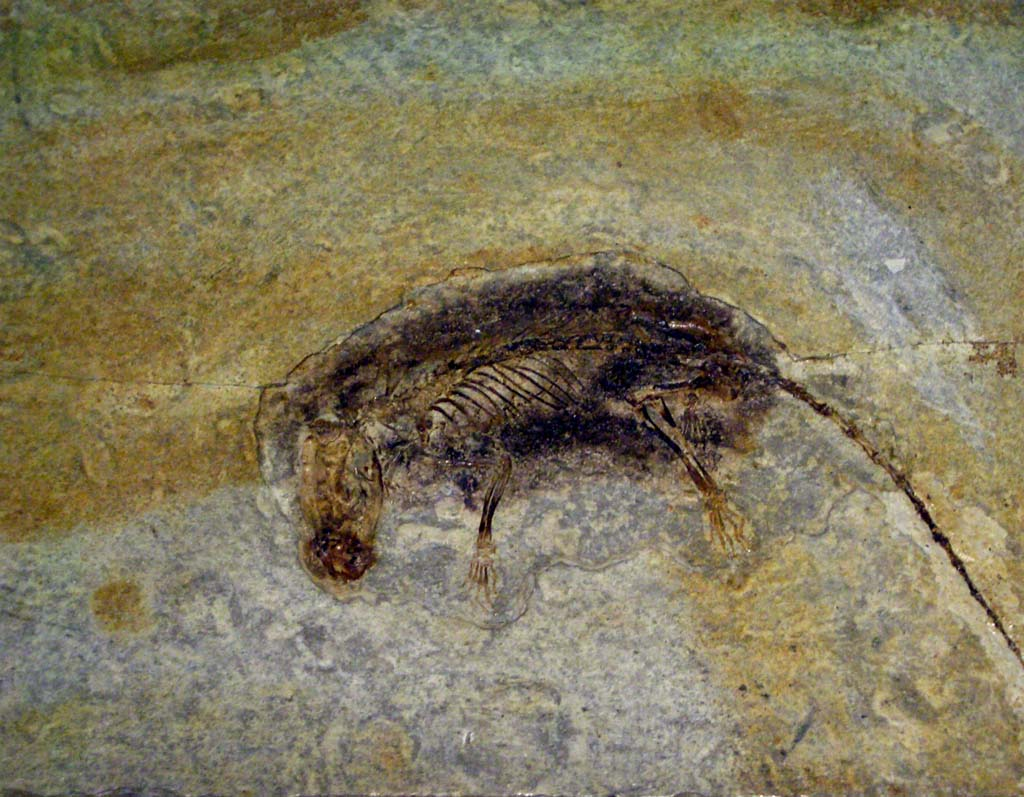
Fossil von Eomaia scansoria aus den kreidezeitlichen Ablagerungen der Jehol-Gruppe im Nordosten Chinas

- Trechnotheria bezeichnet ein Taxon innerhalb der Holotheria, das sich in einige nur durch spärliche Zahn- und Kieferfunde belegte Gruppen wie die Spalacotheroidea sowie in die Cladotheria teilt.
- Innerhalb der Cladotheria kam es zur Aufteilung in die Dryolestida, die im oberen Jura und in der Kreidezeit lebten, zu einigen weiteren Seitenzweigen, sowie zu einem Taxon namens Boreosphenida oder Tribosphenida.
- Die Begriffe Tribosphenida (McKenna 1975) und Boreosphenida (Luo et al., 2001) bezeichnen ein sehr ähnliches, bis auf einige wenige Arten identisches Taxon. Neben einigen Seitenzweigen umfasst diese Gruppe die Theria im eigentlichen Sinn.
- Als Theria wird das Taxon bezeichnet, das den letzten gemeinsamen Vorfahren der Beutelsäuger (Metatheria) und Höheren Säuger (Eutheria) sowie all dessen Nachkommen umfasst. Die ältesten bekannten Vertreter beider Taxa stammen aus der Unterkreide (vor rund 125 Millionen Jahren), im Falle der Beutelsäuger ist dies Sinodelphys szalayi, im Falle der Höheren Säuger Eomaia scansoria.

### Gemeinsame Merkmale der mesozoischen Säuger
Generell waren die Säugetiere des Mesozoikums klein, die meisten erreichten nur die Größe von Mäusen oder Ratten. Aus den Zähnen schließt man bei den meisten Arten auf eine aus Insekten und anderen Wirbellosen bestehende Nahrung, aus der Form des Gehirns und der Sinnesorgane auf eine hauptsächlich nachtaktive Lebensweise. Es bleibt die Frage, warum der Großteil der mesozoischen Säuger in Größe, Körperbau und Lebensweise relativ einheitlich blieb, zumal es in einem entwicklungsgeschichtlich sehr kurzen Zeitraum (rund 5 Millionen Jahre) nach dem Beginn des Känozoikums zu einer enormen Radiation bei der Größe und Ernährungsweise kam. Generell wird diese Frage mit der Konkurrenz durch die Dinosaurier beantwortet, die, solange sie existierten, durch den ausgeübten Selektionsdruck größere Säuger verhinderten. Diese Sichtweise wird manchmal in Frage gestellt: Aufgrund des enormen Größenunterschiedes und der unterschiedlichen Lebensweise mit den Dinosauriern, die vermutlich tagaktiv waren, hätte es zumindest eine Reihe mittelgroßer Säuger geben können. Daher wurden verschiedene physiologische Einschränkungen postuliert, zum Beispiel eine mangelnde Fähigkeit zur Kühlung der Körpertemperatur oder die noch nicht völlig ausgereiften Kau- und Verdauungsapparate.

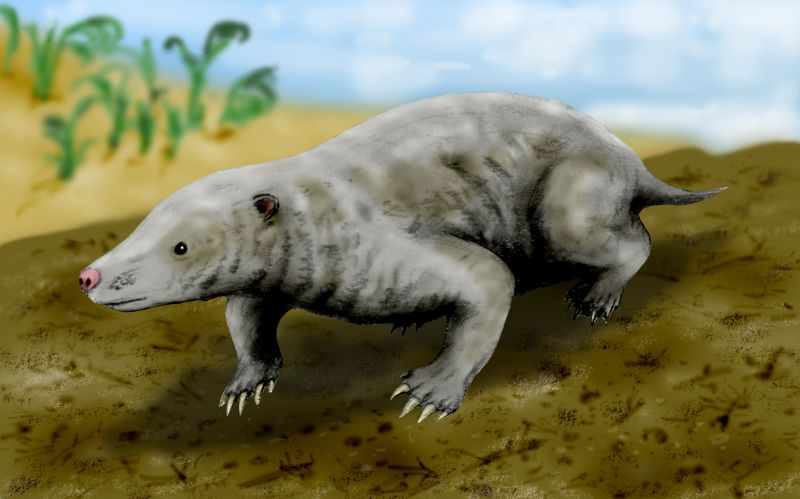
Lebensbild von Fruitafossor

In jüngerer Zeit gab es allerdings einige neue Funde, die auf eine höhere Spezialisierung der mesozoischen Säuger hinweisen. So war Castorocauda zumindest teilweise wasserbewohnend, Volaticotherium war mit Gleitmembranen ausgestattet und Fruitafossor zeigt eine an Ameisenbären erinnernde Anpassung an eine insektenfressende Lebensweise. Repenomamus schließlich, der in der Unterkreide in China lebte, erreichte eine Länge von über 1 Meter und sein Gewicht wird auf 12 bis 14 Kilogramm geschätzt. Er ist der bislang größte aus dem Mesozoikum bekannte Säuger und hat sich auch von kleinen Dinosauriern ernährt.

### Weitere Entwicklung in der Kreidezeit
Die Beutelsäuger waren, abgesehen von vereinzelten Funden in Ostasien, auf Nordamerika beschränkt. Zu den ältesten heute noch bestehenden Gruppen gehören die Beutelratten, deren Vorfahren schon aus dieser Zeit bekannt sind.

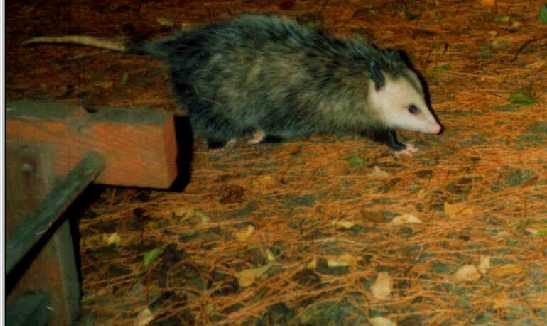
Die Vorfahren der Beutelratten sind seit der Kreidezeit belegt

Die Höheren Säugetiere spalteten sich in die heute durch molekulargenetische Untersuchungen bestimmten Überordnungen (Nebengelenktiere, Afrotheria, Laurasiatheria, Euarchontoglires) auf, was durch tektonische Verschiebungen, unter anderem das Auseinanderbrechen Gondwanas gefördert wurde. Diese Aufspaltungen werden allerdings hauptsächlich durch molekulargenetische Berechnungen belegt, Fossilienfunde von Höheren Säugetieren aus der Oberkreide sind sehr selten und bislang nur aus Nordamerika und Ostasien belegt. Zu den bekanntesten Taxa dieser Epoche zählen die Asioryctitheria (unter anderem mit Asioryctes und Ukhaatherium), die Zalambdalestidae, die Zhelestidae (unter anderem mit Ravjaa) und die Cimolesta (etwa Cimolestes). Bei allen diesen handelt es sich wohl um Vertreter der Stammgruppe der Höheren Säugetiere. Ihre ursprünglich angedachte Verbindung zu einigen rezenten Ordnungen der Höheren Säugetiere (so etwa der Zalambdalestidae zu den Nagetieren, der Zhelestidae zu den „Huftieren“ und der Cimolesta zu den Raubtieren) sind aus heutiger Sicht eher umstritten.
Mit Ausnahme der Multituberculata dürften am Ende der Kreidezeit die meisten der oben beschriebenen Seitenlinien der Säugetiere ausgestorben gewesen sein.

### Entwicklung im Känozoikum
Mit dem Aussterben der Dinosaurier wurden viele ökologische Nischen frei, die von einer Vielzahl neu entstehender Säugetiergruppen besetzt wurden. Im Verlauf des Känozoikums entwickelten sich die Säugetiere zu der dominanten Wirbeltiergruppe auf dem Land. Es bildeten sich die heutigen Ordnungen heraus, wobei die Entwicklungsgeschichte keineswegs geradlinig verlief, sondern durch evolutionäre Sackgassen, Verdrängungsprozesse und wieder gänzlich ausgestorbene Säugetiergruppen geprägt war. Die Entwicklungslinien in manchen Gruppen (zum Beispiel bei Pferden oder Rüsseltieren) sind dabei relativ gut durch Fossilienfunde belegt und erforscht. Eine besondere Rolle nahm Südamerika ein, das während der längsten Zeit des Känozoikums von anderen Kontinenten getrennt war. Durch die Insellage drangen viele Arten in ökologische Nischen vor und es entwickelte sich eine einzigartige Fauna, unter anderem mit Sparassodonta („Beutelhyänen“), einer Gruppe fleischfressender Beuteltiere, mit den Paucituberculata, einer formenreichen Beuteltiergruppe, die heute noch in den Mausopossums weiterlebt und mit den Südamerikanischen Huftieren (Meridiungulata). Nach Entstehen der mittelamerikanischen Landbrücke drangen Säuger aus dem Norden vor und verdrängten die einheimischen Arten größtenteils.
Die meisten Säugetierordnungen sind seit dem Eozän belegt, darunter auch die Vorfahren der wohl spezialisiertesten Gruppen, der Fledertiere und Wale. Im gleichen Zeitabschnitt bildeten sich die ersten riesenhaften Formen wie Uintatherium; diese Entwicklung gipfelte in Paraceratherium (auch unter den Namen Baluchitherium oder Indricotherium bekannt), dem mit 5,5 Metern Schulterhöhe und 10 bis 15 Tonnen Gewicht größten bekannten Landsäugetier.
Ihre größte Artenvielfalt erreichten die Säuger im Miozän; seither verschlechterten sich die Klimabedingungen kontinuierlich, bis hin zu den Eiszeiten des Pleistozän. Die klimatischen Verschiebungen, verbunden mit den Einflüssen des Menschen, sorgen seither für einen Rückgang der Artenvielfalt.

### Aussterben der Großsäuger am Ende des Pleistozäns

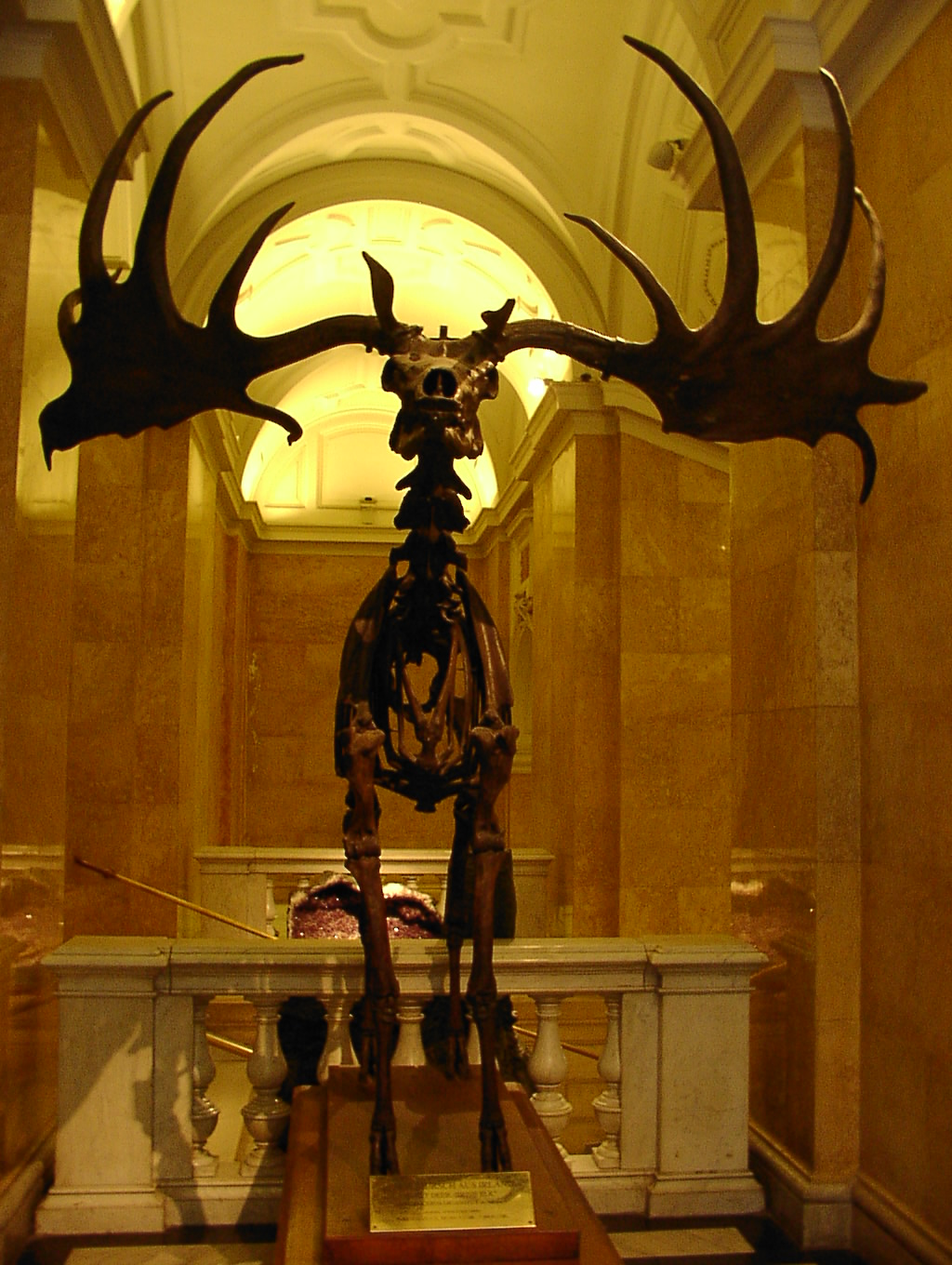
Skelett des Riesenhirsches Megaloceros giganteus

Am Ende des Pleistozäns (vor 50.000 bis 10.000 Jahren) kam es weltweit zu einem Massenaussterben von großen Säugetieren. Mit Ausnahme Afrikas und des südlichen Asiens starben alle Arten mit über 1000 Kilogramm Gewicht und 80 % aller Arten mit 100 bis 1000 Kilogramm Gewicht aus. In Australien fand dieser Prozess vor rund 51.000 bis 38.000 Jahren statt, hier verschwanden unter anderem Diprotodons (nashorngroße Beuteltiere), Beutellöwen (Thylacoleo carnifex) und bis zu 3 Meter hohe Riesenkängurus (Gattung Procoptodon). In Eurasien erstreckte sich dieser Vorgang über einen längeren Zeitraum, von vor 50.000 bis 10.000 Jahre, und erreichte mit dem Ende der letzten Kaltzeit seinen Höhepunkt. Zu den in Europa um 10.000 vor Christus ausgestorbenen Tieren zählen unter anderem das Wollhaarmammut (Mammuthus primigenius), das Wollnashorn (Coelodonta antiquitatis), der Riesenhirsch (Megaloceros giganteus), das Steppenwisent (Bos priscus), der Höhlenlöwe (Panthera spelaea) und der Höhlenbär (Ursus spelaeus). In Amerika lag das Aussterben in einem engen Zeitrahmen (vor rund 11.000 bis 8.000 Jahren), hier verschwanden unter anderem die Mammuts, das Amerikanische Mastodon und andere Rüsseltiere, Säbelzahnkatzen, Riesenfaultiere und Riesengürteltiere (Glyptodontidae).
Inwieweit klimatische Veränderungen oder die Bejagung durch den Menschen (Overkill-Hypothese) die Hauptschuld dafür tragen, ist immer noch umstritten. Für die Bejagung sprechen die Tatsachen, dass der Zeitpunkt des Aussterbens zumindest zum Teil mit der weltweiten Ausbreitung des Menschen übereinstimmt und dass bei keiner der früheren Aussterbephasen eine derartige Einschränkung der Größe beobachtet werden konnte. Auch müssten die klimatischen Vorgänge am Ende der letzten Kaltzeit eher zu einer Erhöhung der Artenanzahl beigetragen haben, wie sie meist in wärmeren Perioden beobachtet werden kann. Vertreter der Bejagungshypothese führen auch einen analogen Vorgang auf Inseln, die erst später besiedelt wurden, an. So sind auf Madagaskar, wo erst seit rund 1500 Jahren Menschen leben, in den darauf folgenden Jahrhunderten unter anderem die dortigen Flusspferde und zahlreiche große Primatenarten verschwunden, darunter die Riesenlemuren Megaladapis. Gegner der Bejagungshypothese behaupten, die primitiven Jagdmethoden der frühen Menschen hätten keinen so großen Einfluss auf die Populationsgröße haben können, und verweisen auf Afrika, wo es schon viel länger Menschen gegeben hat und wo es zu keinem nennenswerten Massenaussterben gekommen ist. Auch seien die klimatischen Veränderungen dermaßen komplex gewesen, dass eine Vielzahl von Faktoren berücksichtigt werden müsste.
In jüngerer Zeit mehren sich die Thesen, dass eine Vermischung beider Faktoren die Schuld am Massenaussterben trägt. So sei für die durch klimatische Veränderungen bereits in Mitleidenschaft gezogenen Populationen die Jagd der ausschlaggebende Punkt für die Ausrottung gewesen. Auch ökologische Faktoren können eine Rolle gespielt haben: So führte die Dezimierung großer Grasfresser zur Ausbreitung von Wäldern, was sich fatal auf die noch vorhandenen Populationen auswirkte. Andere Forscher geben auch den ausgedehnten Brandrodungen eine Teilschuld.
In dieser Diskussion spielt aber nicht nur der rein wissenschaftliche Aspekt eine Rolle, sondern auch die anthropologische Komponente, je nachdem ob man in diesem Massenaussterben das letzte einer langen Reihe von natürlichen Aussterbevorgängen in der Natur sieht oder den ersten von vielen zerstörerischen Eingriffen des Menschen in seine Umwelt.

### Aktuelle Situation
Im Jahr 2022 wurden insgesamt 6596 rezente Arten gezählt. Die IUCN berücksichtigte im gleichen Zeitraum 5.973 Arten. Davon stufte sie 85 Arten als ausgestorben (Extinct) ein. Zwei Arten gelten als in der Natur ausgestorben (Extinct in the Wild), 233 Arten (Critically Endangered) vom Aussterben bedroht, 550 Arten als stark gefährdet (Endangered) und 557 Arten als gefährdet (Vulnerable), insgesamt 1.342 Arten. 839 Arten können aktuell nicht bewertet werden (data deficient).

### Äußere Systematik
Anschließend ein etwas vereinfachtes Kladogramm der Landwirbeltiere, gefolgt von ausführlicheren Darstellungen über eventuelle Unsicherheiten und Streitpunkte.
|  | Schuppenechsen (Lepidosauria)     |
|  |                                   |
|  | Archosauria (Krokodile und Vögel) |
|  |                                   |

| Pelycosauria Therapsiden | Säugetiere |
|                          | Säugetiere |

|  | Schuppenechsen (Lepidosauria)     |
|  |                                   |
|  | Archosauria (Krokodile und Vögel) |
|  |                                   |

| Pelycosauria Therapsiden | Säugetiere |
|                          | Säugetiere |

|  | Schuppenechsen (Lepidosauria)     |
|  |                                   |
|  | Archosauria (Krokodile und Vögel) |
|  |                                   |

| Pelycosauria Therapsiden | Säugetiere |
|                          | Säugetiere |

|  | Schuppenechsen (Lepidosauria)     |
|  |                                   |
|  | Archosauria (Krokodile und Vögel) |
|  |                                   |

| Pelycosauria Therapsiden | Säugetiere |
|                          | Säugetiere |

### Innere Systematik

Stammbaum der Säugetiere

| Nagetiere Fledertiere Soricomorpha* (Spitzmäuse, Maulwürfe, Schlitzrüssler und Karibische Spitzmäuse) Primaten Raubtiere Paarhufer Diprotodontia Hasenartige Beutelratten Wale | Raubbeutlerartige Tenrekartige Erinaceomorpha* (Igel) Gepanzerte Nebengelenktiere Nasenbeutler Spitzhörnchen Unpaarhufer Rüsselspringer Zahnarme Kloakentiere Rüsseltiere |

Das Kreisdiagramm zeigt den Anteil der einzelnen Ordnungen am Artenbestand der Säuger.
- Die Aufteilung von Eulipotyphla (Insektenfresser) in Soricomorpha und Erinaceomorpha ist umstritten

Die Säugetiere werden in drei Unterklassen mit rund 25 bis 30 Ordnungen unterteilt, die ihrerseits bei den Beutelsäugern und höheren Säugetieren noch einmal zwei beziehungsweise vier übergeordneten Gruppen zugeteilt werden können. Eine detailliertere Systematik mit allen Familien findet sich unter Systematik der Säugetiere.
- Unterklasse Ursäuger (Protheria)
  - Ordnung Kloakentiere (Monotremata)
- Unterklasse Beutelsäuger (Metatheria)
  - Überordnung Ameridelphia
    - Ordnung Beutelratten (Didelphimorphia)
    - Ordnung Mausopossums (Paucituberculata)

  - Überordnung Australidelphia
    - Ordnung Microbiotheria (mit der einzigen Gattung Dromiciops)
    - Ordnung Beutelmulle (Notoryctemorphia)
    - Ordnung Raubbeutlerartige (Dasyuromorphia)
    - Ordnung Nasenbeutler (Peramelemorphia)
    - Ordnung Diprotodontia
- Unterklasse Höhere Säugetiere (Eutheria)
  - Überordnung Afrotheria
    - Ordnung Tenrekartige (Afrosoricida)
    - Ordnung Rüsselspringer (Macroscelidea)
    - Ordnung Röhrenzähner (Tubulidentata, mit der einzigen Art Erdferkel (Orycteropus afer))
    - Ordnung Schliefer (Hyracoidea)
    - Ordnung Rüsseltiere (Proboscidea, mit der einzigen Familie Elefanten (Elephantidae))
    - Ordnung Seekühe (Sirenia)

  - Überordnung Nebengelenktiere (Xenarthra)
    - Ordnung Gepanzerte Nebengelenktiere (Cingulata)
    - Ordnung Zahnarme (Pilosa)

  - Überordnung Euarchontoglires
    - Ordnung Spitzhörnchen (Scandentia)
    - Ordnung Riesengleiter (Dermoptera)
    - Ordnung Primaten (Primates)
    - Ordnung Nagetiere (Rodentia)
    - Ordnung Hasenartige (Lagomorpha)

  - Überordnung Laurasiatheria
    - Ordnung Insektenfresser (Eulipotyphla)
    - Ordnung Fledertiere (Chiroptera)
    - Ordnung Schuppentiere (Pholidota)
    - Ordnung Raubtiere (Carnivora, einschließlich der Robben (Pinnipedia))
    - Ordnung Unpaarhufer (Perissodactyla)
    - Ordnung Paarhufer (Artiodactyla)
    - Ordnung Wale (Cetacea)

Einige Bemerkungen zu dieser Systematik:
- Die Ameridelphia werden als paraphyletische Gruppe erwogen.
- Paarhufer und Wale werden oft zu einer gemeinsamen Ordnung (Cetartiodactyla) zusammengefasst, da sich die Wale aus den Paarhufern entwickelt haben, welche ohne diese Zusammenfassung eine paraphyletische Gruppe wären
- Die „Huftiere“ (Ungulata) sind in dieser Systematik keine systematische Gruppe mehr, sondern fassen verschiedene, nicht näher verwandte Taxa zusammen. Diese Einteilung ist aber umstritten.
- Die hier als Tenrekartige (Afrosoricida) bezeichneten Tiere wurden früher den Insektenfressern zugeordnet, haben sich aber nach weitläufiger Ansicht lediglich konvergent zu diesen entwickelt.
- Die Fledertiere werden in manchen Systematiken in ein Naheverhältnis zu den Primaten gestellt, manchmal werden sie auch als zwei lediglich konvergent entwickelte Taxa, Flughunde und Fledermäuse betrachtet. Beides wird nach jüngeren Untersuchungen aber als nicht zutreffend erwogen.
- Die Einordnung der Rüsselspringer, des Erdferkels und der Schuppentiere war lange umstritten, genetische Untersuchungen belegen jedoch die Zugehörigkeit zu den jeweils oben genannten Gruppen.

### Ausgestorbene Säugetierordnungen
Der unter Systematik gezeigte Stammbaum stützt sich teilweise auf molekulargenetische Analysen. Da diese bei ausgestorbenen Tiergruppen nicht möglich sind, lassen sie sich nur schwer in die Systematik einordnen. Existierende Systeme, wie das von Malcolm C. McKenna and Susan K. Bell, die sowohl lebende als auch ausgestorbene Säugerordnungen enthalten, widersprechen sich teilweise mit der hier gewählten Systematik. Deshalb werden hier die ausgestorbenen Säugetierordnungen der Beutelsäuger (Metatheria) und der Höheren Säugetiere (Eutheria) extra aufgelistet.
Ausgestorbene Ordnungen der Beutelsäuger:
- Peradectia
- Polydolophimorphia
- Sparassodonta

Ausgestorbene Ordnungen der Höheren Säugetiere:
- Leptictida
- Apatotheria
- Pantolesta
- Condylarthra
- Mesonychia
- Südamerikanische Huftiere (Meridiungulata) mit Litopterna, Notoungulata, Astrapotheria, Pyrotheria und Xenungulata
- Dinocerata (mit Uintatherium)
- Pantodonta
- Tillodontia
- Taeniodonta
- Embrithopoda
- Hyaenodonta
- Oxyaenodonta
- Desmostylia

Ältere Säugetierordnungen, die weder zu Beuteltieren noch zu Höheren Säugern gehören, sind weiter oben bei den Säugetieren im engeren Sinne aufgeführt.